# Drezda

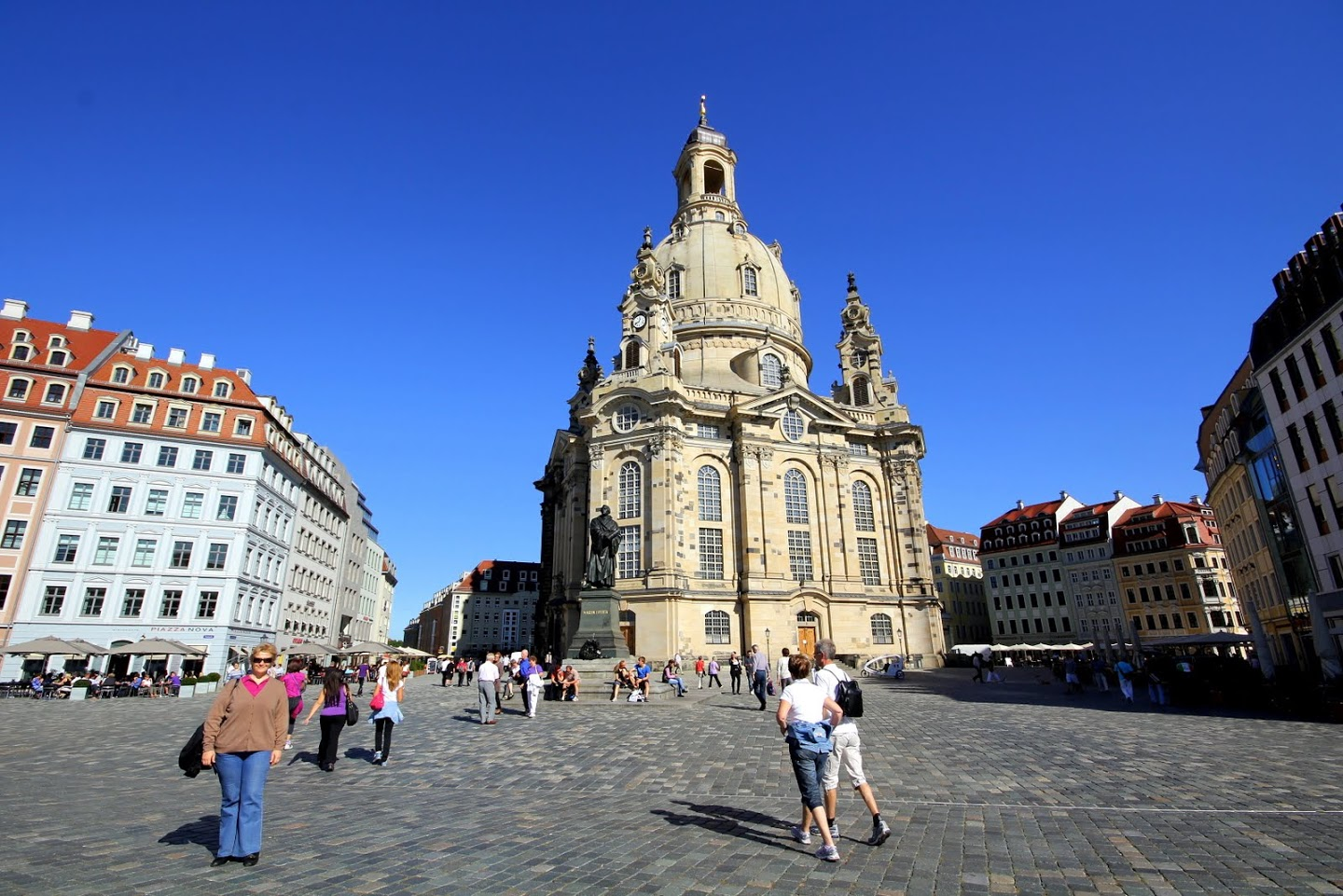
A Frauenkirche

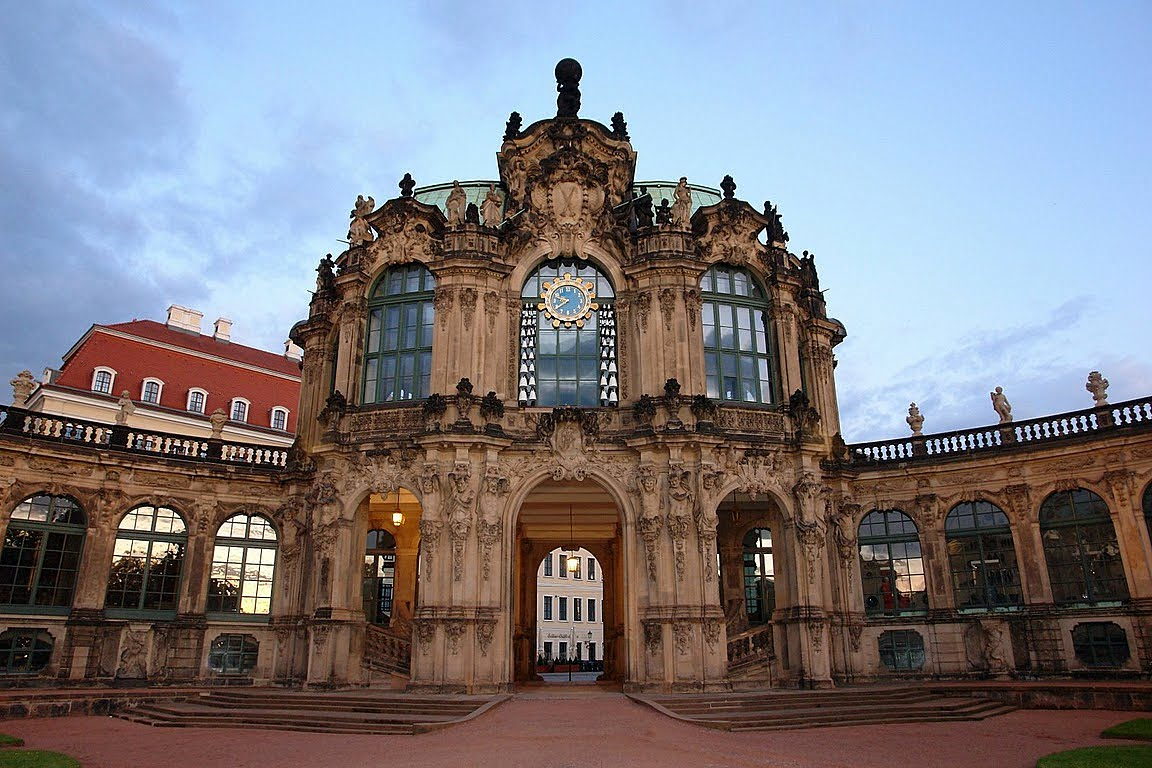
A Zwinger

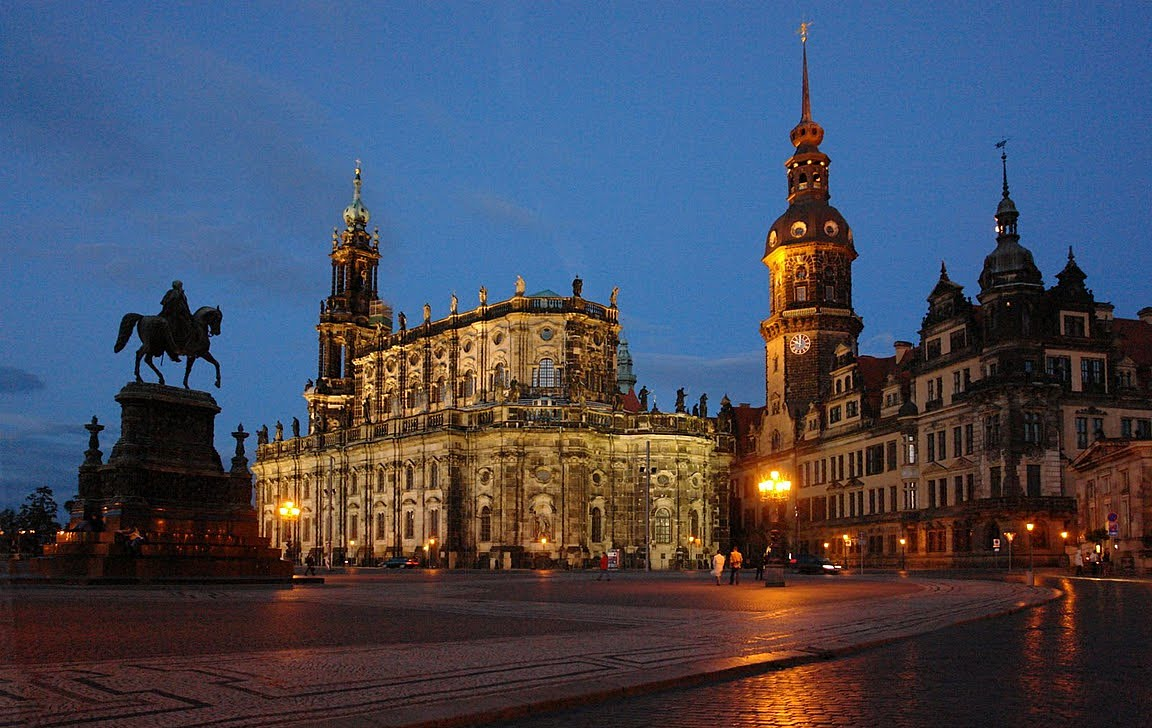
A Hofkirche

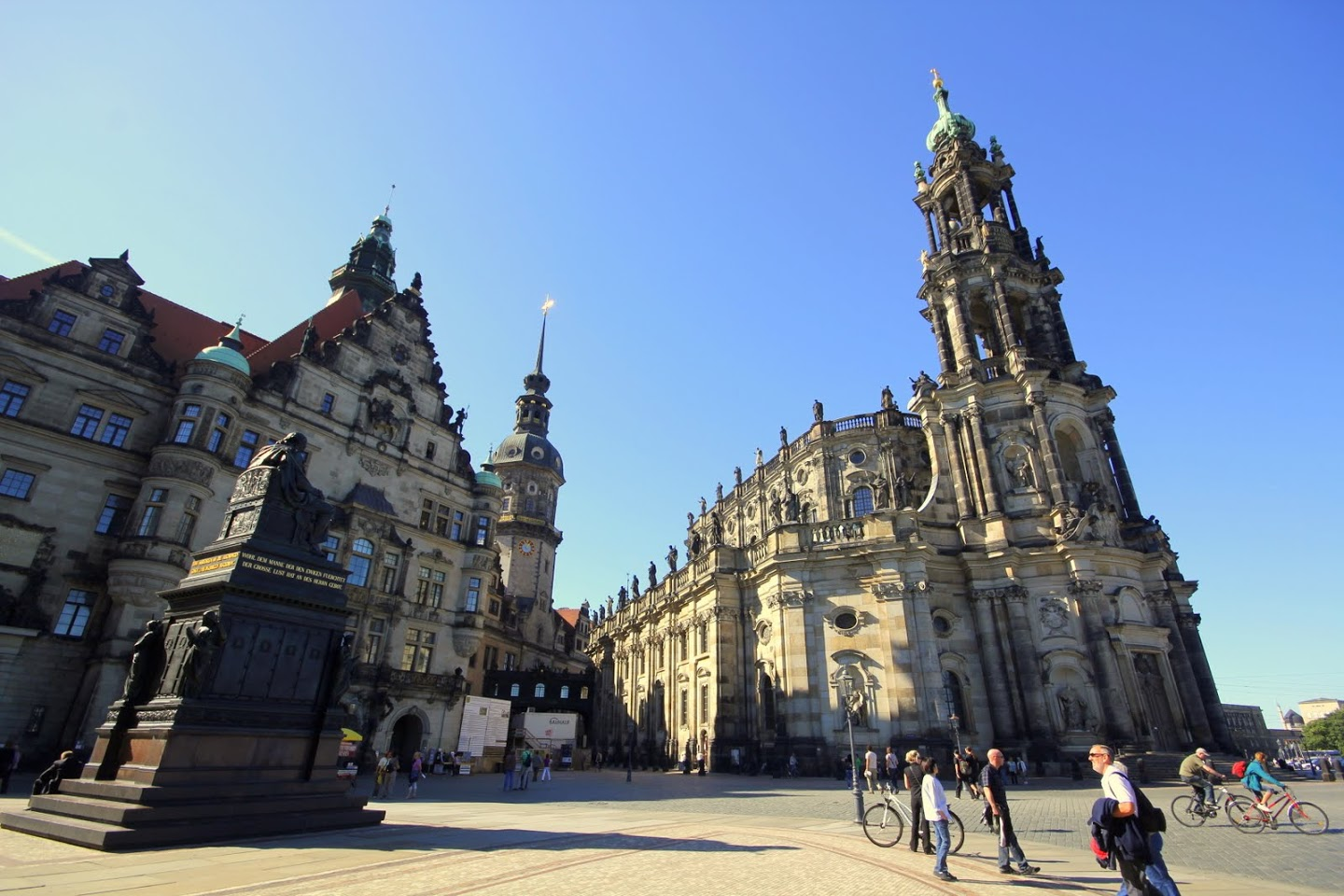
A Hofkirche

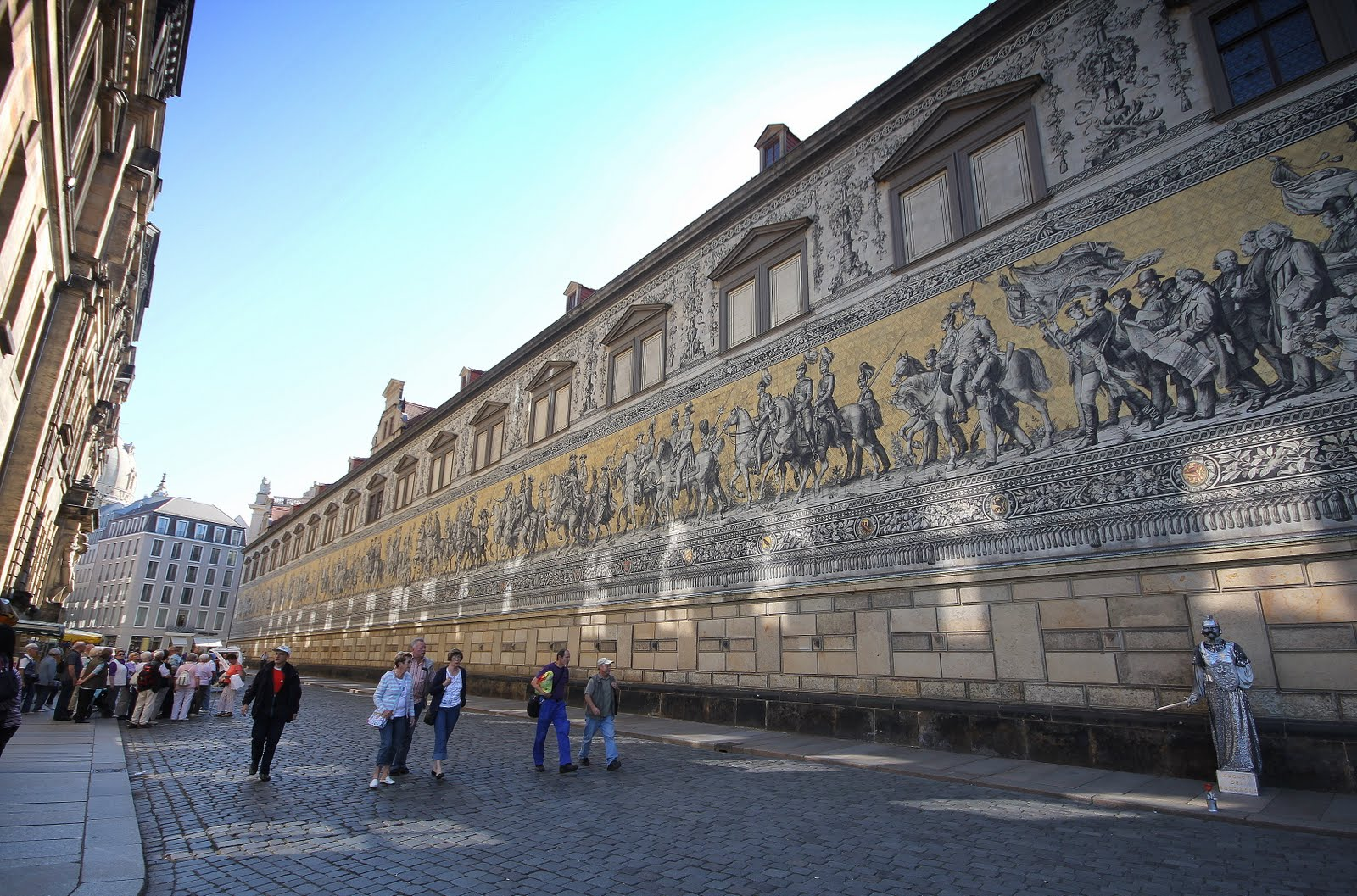
A kastély

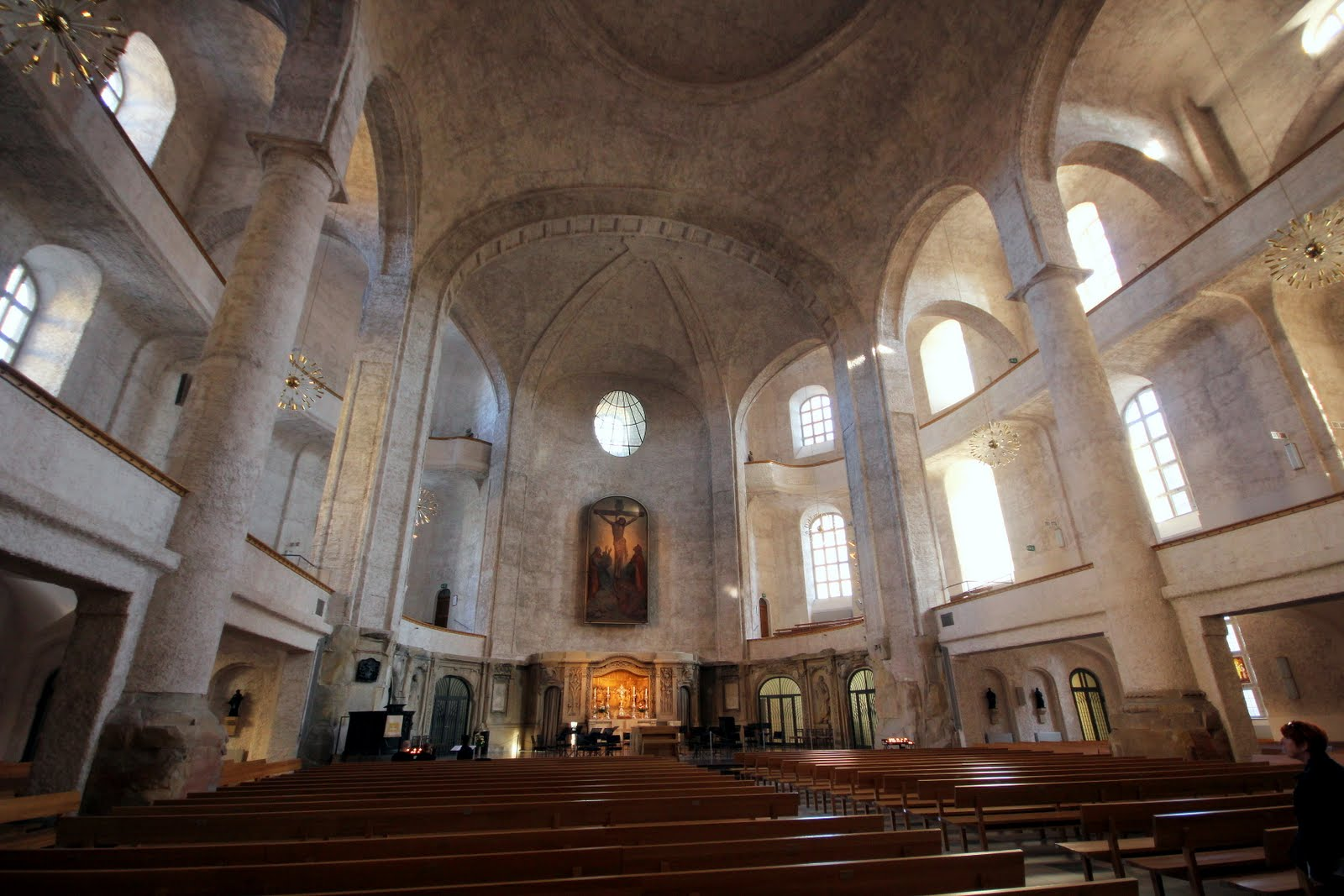
A Kreuzkirche

Drezda (németül: Dresden, csehül: Drážďany, lengyelül: Drezno, szorbul: Drježdźany) város Szászországban, Németországban. Mintegy 560 ezer fős lakosságával Lipcse után a második legnagyobb szász település, és Németország tizenkettedik legnagyobb városa.
A város Szászország politikai központja, itt található a szász tartomány parlamentjének és kormányának, valamint számos állami hatóság székhelye. Ezen kívül fontos oktatási és kulturális intézmény központja. A gyógyszeripar, a kozmetikumok, a gépek, a jármű- és üzemgyártás, az élelmiszeripar, az optikai ipar, a szolgáltatások, a kereskedelem és a turizmus is nagy bevételi forrást teremt Drezda környékének.
Drezda nemzetközileg kultúrvárosként is ismert, számos fontos épülettel, mint például a barokk Zwinger, kiemelkedő múzeumokkal, és olyan híres zenekarokkal, mint a Szász Állami Zenekar vagy a Kreuzchor. A ma ismert belváros nagyrésze rekonstruált, újjáépített. Ennek oka a szövetséges légierő drezdai bombázása, amelynek következtében a teljes városközpont megsemmisült.
1434-ben itt alakult meg a világ egyik legrégebbi és leghíresebb karácsonyi piaca, a Dresdener Striezelmarkt. A várost gyakran az Elba Firenzéjének nevezik, eredetileg elsősorban művészeti gyűjteményei, barokk és mediterrán építészete, valamint festői és éghajlati szempontból kedvező fekvése miatt.

## Fekvése
Drezda a német szövetségi állam, Szászország délkeleti részén terül el, az Elba folyó partján, közel a cseh határhoz. Az Elba tengerszint feletti magassága 102,73 m. A város legmélyebb pontja, a Cossebaude 101, a legmagasabb, a Triebenberg 383, a város főtere, az Altmarkt 113 m-rel van a tengerszint felett.

## Éghajlata
Mivel Drezda egy szűk folyóvölgyben fekszik, sokkal inkább a Dél-Németország éghajlat figyelhető meg itt, és egyértelműen melegebb, mint a többi kelet-németországi terület.
| Hónap                                            | Jan.  | Feb.  | Már.  | Ápr. | Máj. | Jún. | Júl. | Aug. | Szep. | Okt. | Nov.  | Dec.  | Év    |
| ------------------------------------------------ | ----- | ----- | ----- | ---- | ---- | ---- | ---- | ---- | ----- | ---- | ----- | ----- | ----- |
| Rekord max. hőmérséklet (°C)                     | 16,2  | 19,7  | 24,4  | 29,5 | 31,3 | 35,3 | 36,4 | 37,3 | 32,3  | 27,1 | 19,1  | 16,4  | 37,3  |
| Átlagos max. hőmérséklet (°C)                    | 2,7   | 3,9   | 8,3   | 13,7 | 18,9 | 21,5 | 24,2 | 23,8 | 18,9  | 13,6 | 7,2   | 3,5   | 13,4  |
| Átlagos min. hőmérséklet (°C)                    | −2,4  | −1,9  | 1,2   | 4,4  | 8,9  | 11,9 | 14,0 | 13,9 | 10,4  | 6,5  | 2,1   | −1,2  | 5,7   |
| Rekord min. hőmérséklet (°C)                     | −25,3 | −23,0 | −16,5 | −6,3 | −3,4 | 1,2  | 6,7  | 5,4  | 1,4   | −6,0 | −13,2 | −21,0 | −25,3 |
| Átl. csapadékmennyiség (mm)                      | 47    | 35    | 43    | 41   | 65   | 65   | 87   | 83   | 50    | 43   | 54    | 52    | 664   |
| Havi napsütéses órák száma                       | 62    | 78    | 118   | 171  | 219  | 202  | 223  | 213  | 152   | 122  | 65    | 55    | 1679  |
| Forrás: Data derived from Deutscher Wetterdienst |       |       |       |      |      |      |      |      |       |      |       |       |       |

## Története
Drezdát először 1206-ban említik az oklevelek. Az ősi szláv település az Elba északi partján terült el. Hozzá ugyanabban az évben csatlakozott egy német városka a folyó déli partján, amit ma Altstadtnak ismernek. Gyorsan fejlődött, tíz év múlva már városként említették.
1405-ben felosztották a Wettin-ház vagyonát, emiatt Albrecht herceg Drezdát jelöli ki székhelynek.
Páratlan számú barokk építészeti remekének hála, sokan tartották Drezdát Európa egyik legszebb városának. Az I. (Szász) Ágost alatt uralkodó építészeti stílus a drezdai barokk néven is ismert.
Egyes negyedeiben voltak a legmagasabbak az életfenntartás költségei a második világháború előtt.
Az összes német város közül talán Drezda fizette a legkeservesebb árat a második világháborúért. 1945. február 13–14-én a Brit Királyi Légierő 773 gépe 2700 tonna bombát dobott le a városra. A rombolóbombák eleve nagy pusztítást vittek véghez, de ehhez még 650 ezer gyújtóbomba is társult. Így valóságos tűzvihar alakult ki, amelyben elfogyott az égés elengedhetetlen feltétele az oxigén, így szén-monoxid gáz keletkezett, amelyben sokan megfulladtak. Néhány órával később az amerikai légierő 311 géppel 771 tonna bombát dobott le, és a következő napon is intéztek támadást a már amúgy is porig bombázott Drezda ellen. A bombázás több tízezer emberáldozatot követelt. A város közepén egy összefüggő romterület maradt. A keletkezett törmelék mennyisége több mint 18 millió köbméter. A város világhírű épületeiből csupán romok maradtak. A támadás katonai haszna vitatható. Drezda közlekedési és ipari szempontból elhanyagolható, és a hadműveleti területeken is kívül esett. Az egyetlen fontos pont, a repülőtér és a hozzá tartozó néhány laktanya sértetlen maradt. Menekültek tízezreinek is menedéke lett volna.
Kurt Vonnegut hadifogolyként élte át Drezda bombázását. Ez meghatározó élménye és művészi ihlető forrása lett későbbi munkásságának (lásd pl. Az ötös számú vágóhíd című regényét).
Újjáépítésének nehéz munkája nem sokkal a bombázás után indult meg. Ma, lassan nyolcvan évvel a légitámadás után újból a régi fényében ragyog a város és annak műemlékei. A német újraegyesítést követő évtizedekben sok műemlékét újjáépítették, ez a folyamat pedig sok új innovációt teremtett, mivel a politikai változás sok pénzt hozott a városba, amely most újra a turistalátványosságok tárháza.

### Története évszámokban

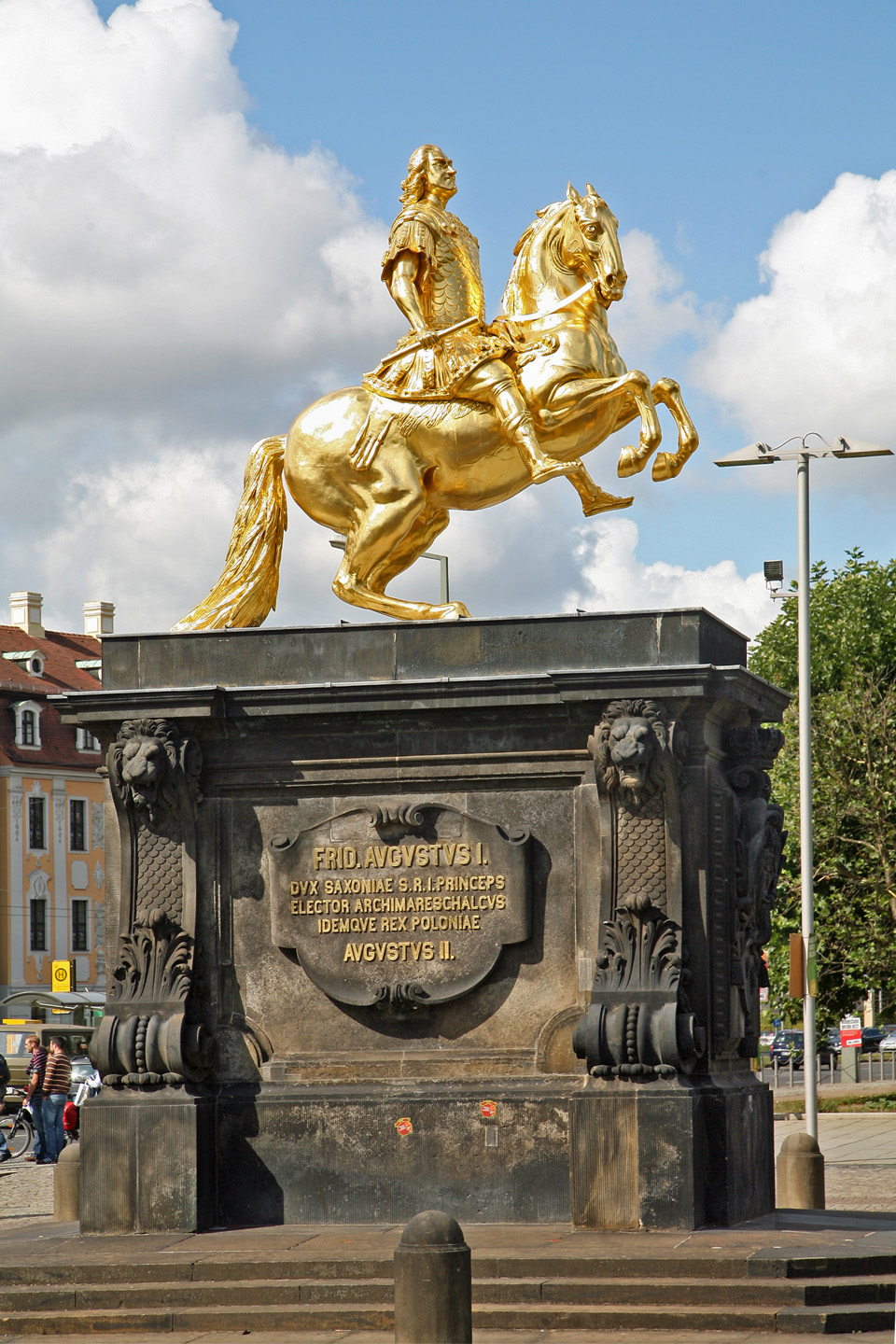
A II. Ágost lengyel király lovas szobra

- 1206: Drezda első említése egy oklevélben.
- 1216: Drezda első említése városként.
- 1485: A Wettin-dinasztia vagyonának felosztása, aminek következtében Albrecht herceg Drezdát választja székhelyéül.
- 1547: Móric herceg választófejedelem; Drezda a protestáns Szász választófejedelemség fővárosa és választófejedelmi székhely.
- 1549: Móric herceg egyesíti Altdresden (Ódrezda, a mai Neustadt) városrészt, a folyó másik partján lévő településsel. A közös igazgatási székhely az Elba bal partján, a mai Altstadt (Óváros) területén.
- 1685: Várostűz pusztítja el Altdresdent; az első városrendezési tervek, melyek egy egész városrészt magukba foglalnak (Wolf Caspar von Klengel).
- 1687: I. Friedrich August der Starke (Erős Ágost), aki 1694-től szász választófejedelem áttér a katolikus hitre és II. Ágost király néven (König August II.) megszerzi a lengyel a trónt.
- 1708: Johann Friedrich Böttger és Ehrenfried Walthervon Tschirnhaus feltalálja Európában a porcelánt.
- 1710: A Zwinger építésének kezdete (Matthäus Daniel Pöppelmann). Az építkezés 1732-ben fejeződik be.
- 1720: Wackerbarth gróf építkezési rendeletei érvénybe lépnek. Ennek alapján alakul ki a barokk városkép.
- 1726: A Frauenkirche alapkőletétele. Az építkezés 1743-ig tart, és George Bähr nevéhez fűződik.
- 1732: Az Elba jobb partján található városrész (korábban: Altdresden) első említése Neustadtként (újváros), valamint a balparti városrész Altstadtként (óváros).
- 1739: A katolikus katedrális, a Hofkirche („udvari templom”) alapkőletétele (Gaetano Chiaveri). 1754-ben fejeződik be az építkezés.
- 1756: A hétéves háború kezdeteként a poroszok meghódítják Szászországot.
- 1760: Az osztrák-porosz szembenállás tetőpontja Drezdában. A város fele elpusztul.
- 1806: Francia csapatok szállják meg Drezdát; Szászország Napóleon császár kegyelméből királyság lesz.
- 1813: A francia megszállók kapitulációja; Az orosz Nyikolaj Grigorjevics von Repnyin-Wolkonszkij herceg megkezdi Szász Királyság egyéves igazgatását.
- 1814: Porosz igazgatás Szászországban.
- 1815: Szászország lemond területének feléről Poroszország javára; 
 A Sebészeti-Orvosi Akadémia megalapítása, ami a mai „Universitätsklinikum” elődje.
- 1827: A Műszaki Képzőintézet, a mai Műszaki Egyetem elődjének a megnyitása.
- 1839: Az első német távolsági vasútvonal - Drezda és Lipcse között - forgalomba helyezése.
- 1871: A szász királyi udvari színház alapkőletétele (Gottfried Semper tervei alapján készülő második operaház; az első 1869-ben leégett). Az építkezés 1878-ban fejeződik be.
- 1877: Az Albertstadtkaserne (albertvárosi kaszárnyák) építésének a kezdete.
- 1901: A világ első hegyi függővasútjának üzembe helyezése Loschwitzban.
- 1905: Az új városháza alapkőletétele (Karl Roth); 1910-ig építik.
- 1918: A Monarchia feloszlása; Drezda a szabad szövetségi állam, Szászország fővárosa lesz.
- 1938: Birodalmi pogrom éjszaka (Reichspogromnacht) Drezdában is. A Gottfried Semper által tervezett zsinagógát is felgyújtják.
- 1939: A második világháború kitörése; Drezda lélekszáma május 17-én 629 713.
- 1945: február 13. és 15. között angol-amerikai bombázás. 25 000-30 000 ember életét veszti. A város 60%-a súlyos károkat szenved, 15 km² porig ég. Május 7-én, 8-án éri el a Vörös Hadsereg Neustadt-ot; A szovjet katonai igazgatás kezdete. November 3-án Drezdának 454 249 regisztrált lakosa van.
- 1946: Megkezdődik a város újjáépítése.
- 1949: Az NDK megalapítása; A kommunisták teljes hatalomátvétele.
- 1952: Az NDK területi újrafelosztása. Szászország három kerületté esik szét. Drezda kerületi székhely.
- 1953: Népfelkelés június 17-én népfelkelés az NDK-ban. Drezdában is sztrájkok és demonstrációk.
- 1965: A Zwingert mint első történelmi építményt, helyreállítják.
- 1981: Drezda első nagyobb panelházakból álló lakótelepi részének építése.
- 1985: A Semperoper újraátadása. Az építési munkáltatok 1977-ben kezdődtek.
- 1986: A drezdai kastély újjáépítésének kezdete
- 1989: Békés forradalom az NDK-ban
- 1990: az első szabad és demokratikus választások 1949 után. A szövetségi állami közigazgatási rendszer visszaállítása. Drezda a szabad német szövetségi állam, Szászország fővárosa
- 1995: A Siemens mikroelektronikai üzem felavatása (Ma Infineon Technologies és Quimoda)
Az újjáépített Taschenberg palota átadása. Azóta szállóként működik.
- 1999: Az AMD mikroprocesszor-üzemének átadása
- 2001: Az új zsinagóga átadása.
A Volkswagen Gläserne Manufaktur gyárának átadása
- 2002: Az Elba áradása. Történelmi magasságrekord 9,40 m-nél (az átlagos vízszint 2 m)
- 2004: A drezdai Elbavölgy elnyeri az UNESCO világörökség része címet.
- 2005: A Frauenkirche felszentelése (az építkezési munkálatok már 1993-ban megkezdődtek)
- 2009: A drezdai Elbavölgytől az UNESCO visszavonja a világörökség része címet.[3]

## A belváros
Sok német várostól eltérően, melyeknek jól körülhatárolható belvárosuk van, Drezdának számos fontos társadalmi és gazdasági központja van elszórva a város területén.

## Drezdai városrészek
- Striesen
- Coschütz
- Gittersee

## Lakosság[4]
A lakosságot tekintve Drezda Szászország második, és Németország tizenharmadik legnagyobb városa. 2007. december 31-én Drezda lakosainak száma 512 546 volt. Ebből az elsődleges drezdai lakhelyűek száma 501 915.

Ebből:
- 258 195 (51,4%) fő nő
- 243 720 (48,6%) fő férfi

A második világháború végére a zsidók száma erősen lecsökkent. Ma nagyjából 700-an élnek itt.
- külföldi 19 989 (4,0%)

### Vallási összetétel
A 2007-es népszámlálási adatok alapján Drezda népességének 15,4%-a evangélikus-lutheránus (77 399 fő), és 4,6%-a katolikus (23 142 fő).

## Gazdaság és tudomány
A város Szászország gazdasági, pénzügyi és kulturális központja is, ami miatt kapta az „Elba Firenzéje” (németül: Elbflorenz) nevet.
Drezda ezek mellett fontos tudományos központ is, sok kutatónak ad otthont. Számos számítógéphardver- és hi-tech-fejlesztő cég nyitott irodát vagy kutatási létesítményt a régióban, ezért hívják a várost Németország szilíciumvölgyének. A Drezdai Műszaki Egyetem a világ egyik legrégibb műszaki egyeteme.
A Volkswagen cég 2002-ben megnyílt Gläserne Manufaktur (~üveges gyár) üzemében a cég luxusautóit itt szerelik össze. Külső csarnoka üvegből készült. A Phaetont 2002 és 2016 között itt gyártották, ezt követte az e-Golf 2017 és 2020 között. A teljesen elektromos ID.3 sorozatgyártása 2021. január 29-én kezdődött. Ezzel egy időben a Jövő Mobilitás Központja az „ID otthonává” fejlődik. tovább. 2020-ban 400 embert foglalkoztattak a telephelyen.

## Felsőoktatás
A drezdai egyetemeken mintegy 40 500 hallgató tanul. Ebből 35 100 a TU Dresden-en (Drezdai Műszaki Egyetem). Az egyetem érdekessége, hogy bár a neve műszaki profilt takar, mégis az egyetem nagyjából lefedi az összes tudományterületet. Az egyetem indít nyelvi, jogi, orvosi, közgazdasági és tanári szakokat is.
- Drezdai Műszaki Egyetem - Technische Universität Dresden
- Műszaki és Gazdasági Főiskola - Hochschule für Technik und Wirtschaft
- Drezdai Képzőművészeti Főiskola - Hochschule für Bildende Künste Dresden
- Carl Maria von Weber Zeneművészeti Főiskola - Hochschule für Musik Carl Maria von Weber Dresden Archiválva 2021. november 26-i dátummal a Wayback Machine-ben
- Palucca Táncfőiskola - Palucca Schule Dresden, Hochschule für Tanz
- Egyházzenei Főiskola - Hochschule für Kirchenmusik
- Evangélikus főiskola szociális munkásoknak - Evangelische Hochschule für Soziale Arbeit
- Drezdai Nemzetközi Egyetem - Dresden International University; magánegyetem

## Kultúra

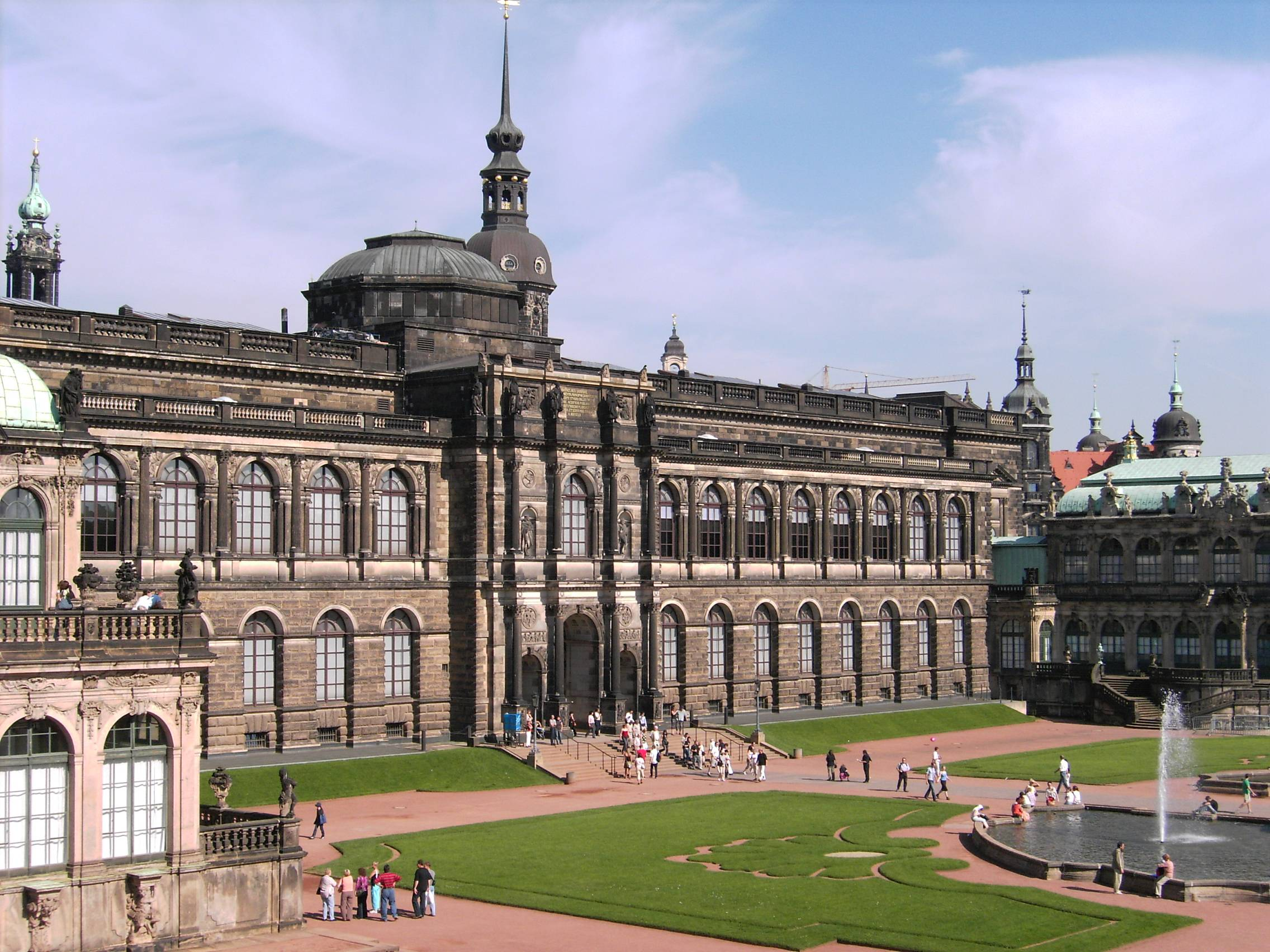
Régi mesterek képgyűjteménye

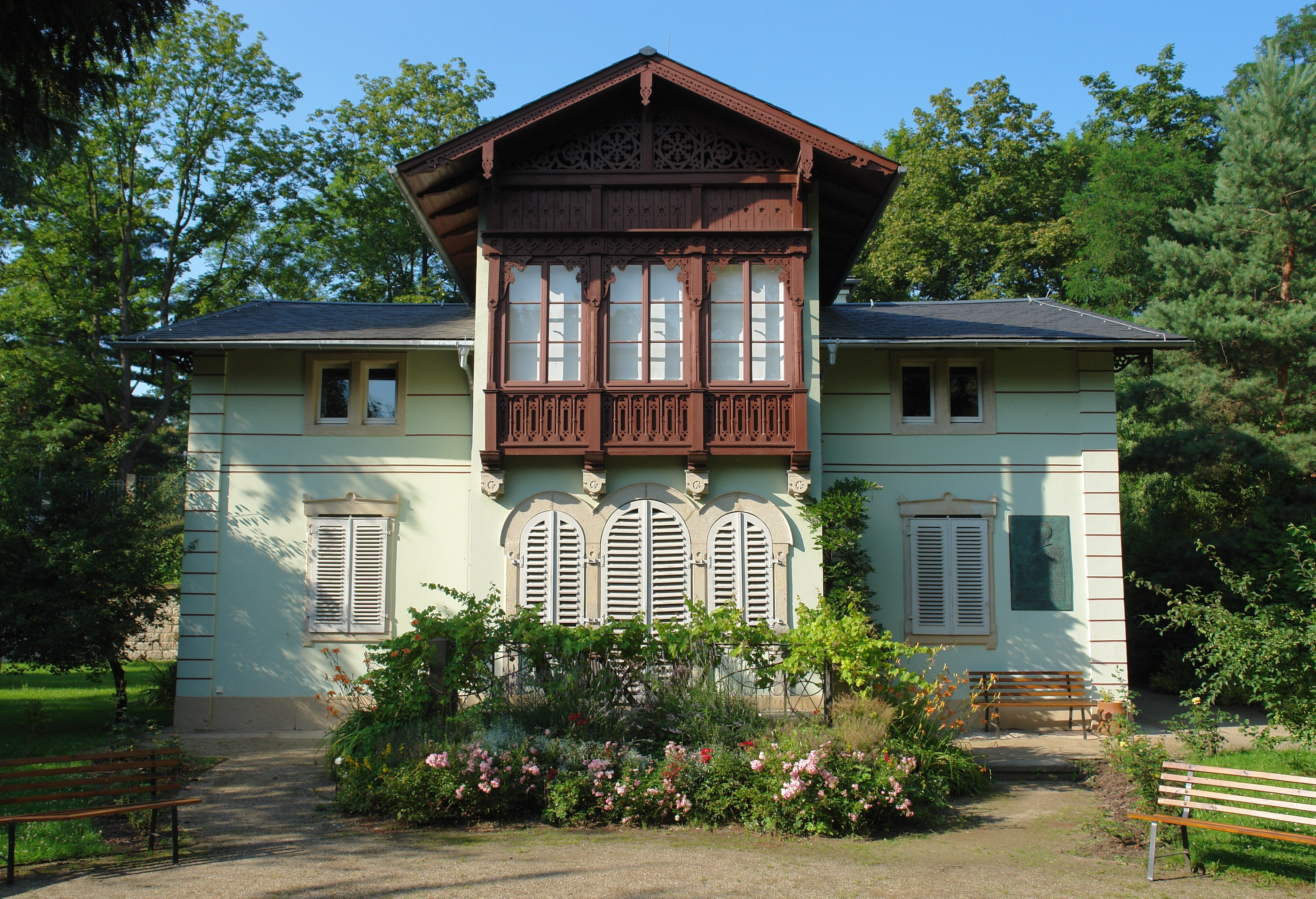
Kraszewski-Museum

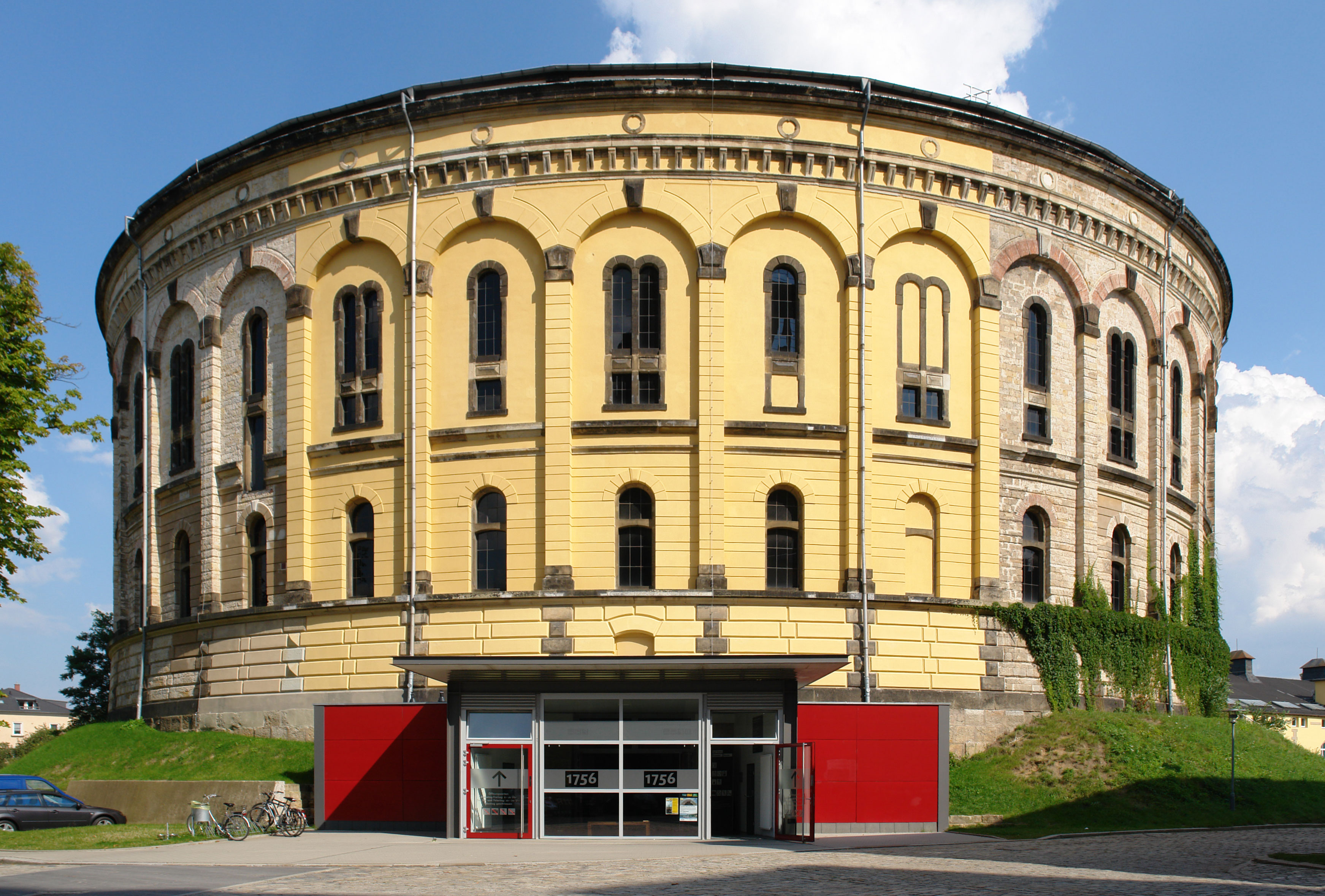
Panometer Dresden

Drezda híres kulturális gazdagságáról, melyet a városban található sokszínű művészi gyűjtemények alapoznak meg. Ezek jó része Erős Ágost uralkodó gyűjteményéből nőtt ki. A 2002-es árvíz okozta károk miatt néhány gyűjtemény a mai napig nem látogatható.
A városban rendezték meg a 2008-as sakkolimpiát.
- Múzeumok és galériák
  - 44 múzeum található a városban, köztük:
    - Régi mesterek képgyűjteménye (Gemäldegalerie Alte Meister)
    - Zöld Boltozat (Grünes Gewölbe)
    - Porcelángyűjtemény
    - Fegyvertár
    - Rézkarcgyűjtemény
    - Drezdai Közlekedési Múzeum
    - Német Egészségügyi Múzeum
    - Városi Múzeum
    - Városi Galéria - Műgyűjtemények
    - Kraszewski-Múzeum
    - Panometer Dresden, Yadegar Asisi két panorámaképe féléves váltásban kiállítva
    - Műszaki gyűjtemény

  - 56 galéria és kiállítóterem
- Fesztiválok
  - Drezdai zenei játékok (Dresdner Musikfestspiele)
  - A kortárs zene drezdai napjai (Dresdner Tage der zitgenössischen Musik)
  - Cseh kultúrnapok (Tschechishce Kulturtage)
  - Nemzetközi dixieland-fesztivál (International Dixieland-Festival)
  - Drezdai Jazz Napok (Jazztage Dresden)
  - Heinrich-Schütz-Tage
  - Nemzetközi Tánchetek, Drezdai Táncősz (Internationale Tanzwoche Dresden, Tanzherbst Dresden)
  - Bardinale lírai napok (Dresdner Lyriktage "Bardinale")

## Drezdai sörök
- Feldschlösschen
- Radeberger

## Zöldterületek

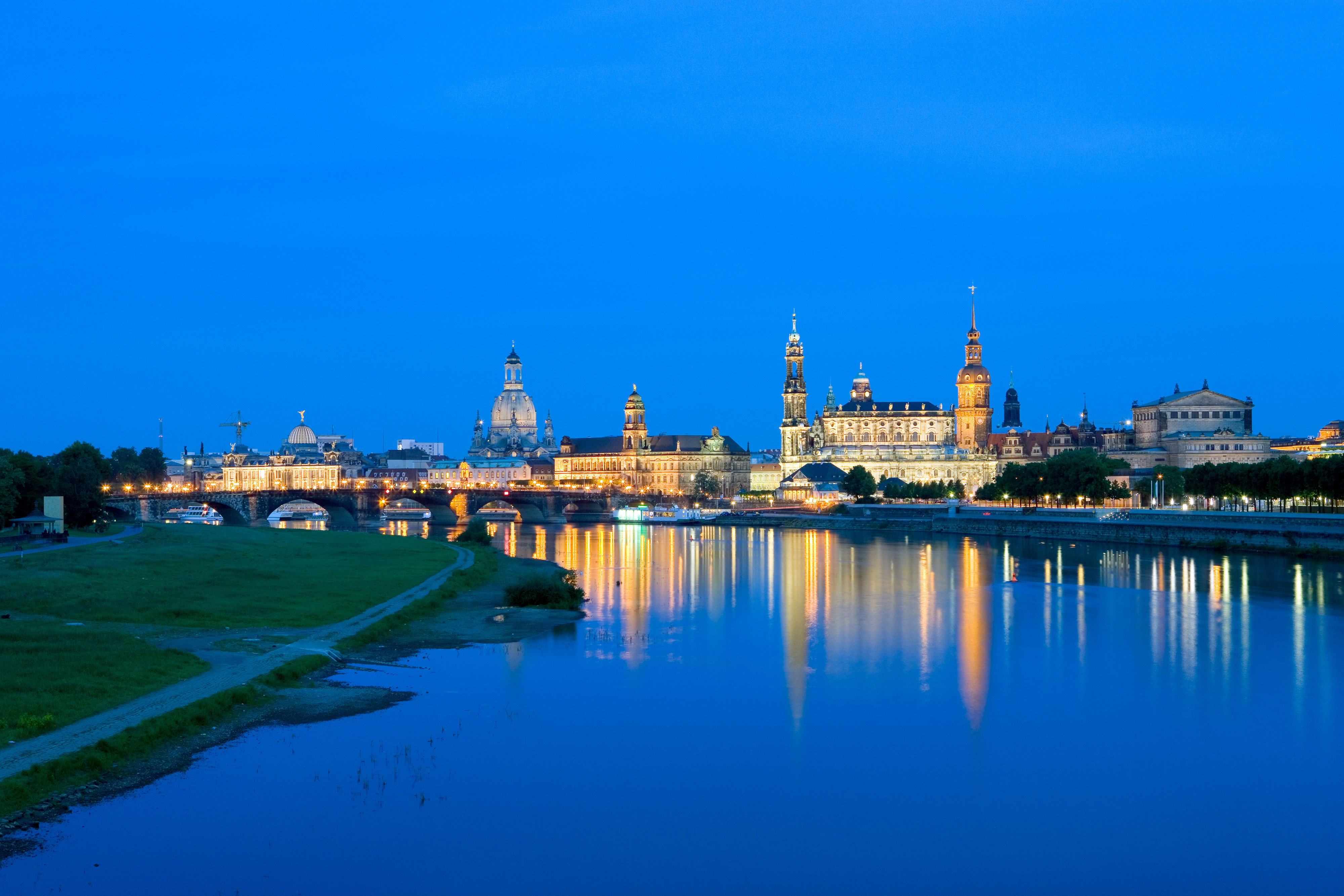
Az Elba

2002-ben Drezda egyike lett Európa legzöldebb (nagy)városainak. 62% erdős és zöld területével Drezda Európa egyik legzöldebb városának számít. Északon terül el a Dresdner Heide, ami a város legnagyobb egybefüggő erdős területe, a város területének egy harmadát teszi ki. A város szívében található a hatalmas park, a Großer Garten. Kékeszöld szalagként vonul végig az Elba mezők és szőlődombok mentén a városon. Az előrelátó városrendezés már évszázadok óta figyel arra, hogy az Elba völgye megmaradjon természetes szépségében. Az UNESCO ezt értékelte a világörökség része cím odaítélésével.
- Védett területek a városban
  - 3 természetvédelmi terület 241 ha
  - 11 tájvédelmi körzet 12 154 ha
  - 15 védett tájrész 71 ha
  - 112 természeti emlékhely 140 ha
  - 10 flóra-fauna-élőhely-terület (?)  1883 ha
  - 8 ívóvízvédelmi terület 2093 ha
  - 3 madárvédelmi terület 1612 ha
  - az Elba ártere (9,24 méteres magasságig) 2502 ha
- Zöld területek
A zöld- és pihenőterületek nagysága 890 ha. Ebből
  - a Großer Garten 147 ha
  - az állatkert 12 ha
  - a botanikus kert 3,3 ha
  - a Zwinger 6,5 ha
  - a pillnitzi kastély parkja 28 ha
- Egyéb területek
  - 374 kisebb kert 11 783 ha
  - szőlőültetvény 24 ha
  - 58 temető 196 ha
  - 48 589 útmenti fa
  - mintegy 828 nyilvános játszótér
  - mintegy 300 ívó- és szökőkút

## Látnivalók
Drezda fő látnivalói a következők:
- Elba - Az Elba Közép-Európa egyik legnagyobb folyója. Az észak-csehországi Krkonoše-hegységben emelkedik fel, mielőtt Csehország, majd Németország nagy részén áthaladna, és Hamburgtól 110 kilométerre Cuxhavennél az Északi-tengerbe áramlik. Teljes hossza 1094 km. Drezda barokk belvárosa és az Elba-völgy kultúrtáj elvesztette a világörökségi címet egy négysávos autópályahíd, a Waldschlösschenbrücke felépítése miatt, amely az UNESCO Világörökség bizottsága szerint súlyosan károsítja a védett látkép integritását.[5]

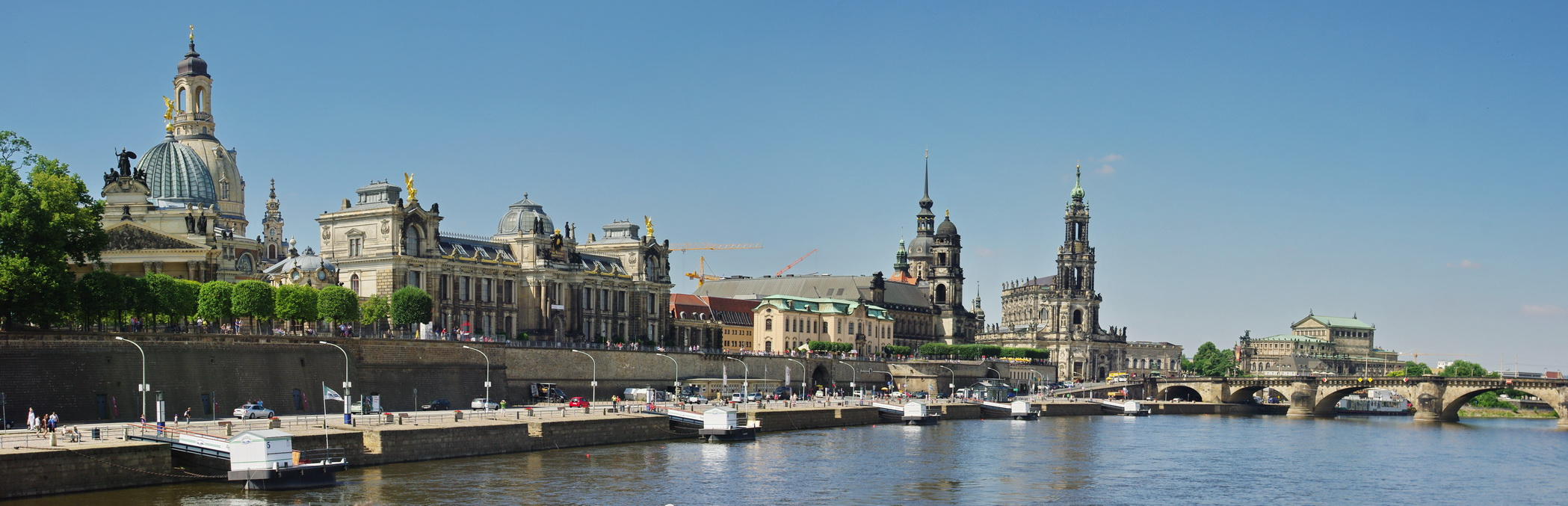
Az Elba

- Drezdai-kastély - Az eredeti, jóval kisebb palotát 1533–1535 között építették, mely 1701-ben leégett. Ezután újjáépítették és kibővítették. Erős Ágost tette meg a palotát állandó lakhelyévé, amely ezután a szász fejedelmek rezidenciája volt. Mai neoreneszánsz külsejét az 1900-as évek elején nyerte. Az épület 1945-ben kiégett, mivel több találat is érte. A kastély külsejének helyreállítása a 90-es években befejeződött, a belső felújítása még tart, múzeumokat helyeztek és helyeznek majd el benne. A kastély reneszánsz kapui, domborművei igen művésziek.

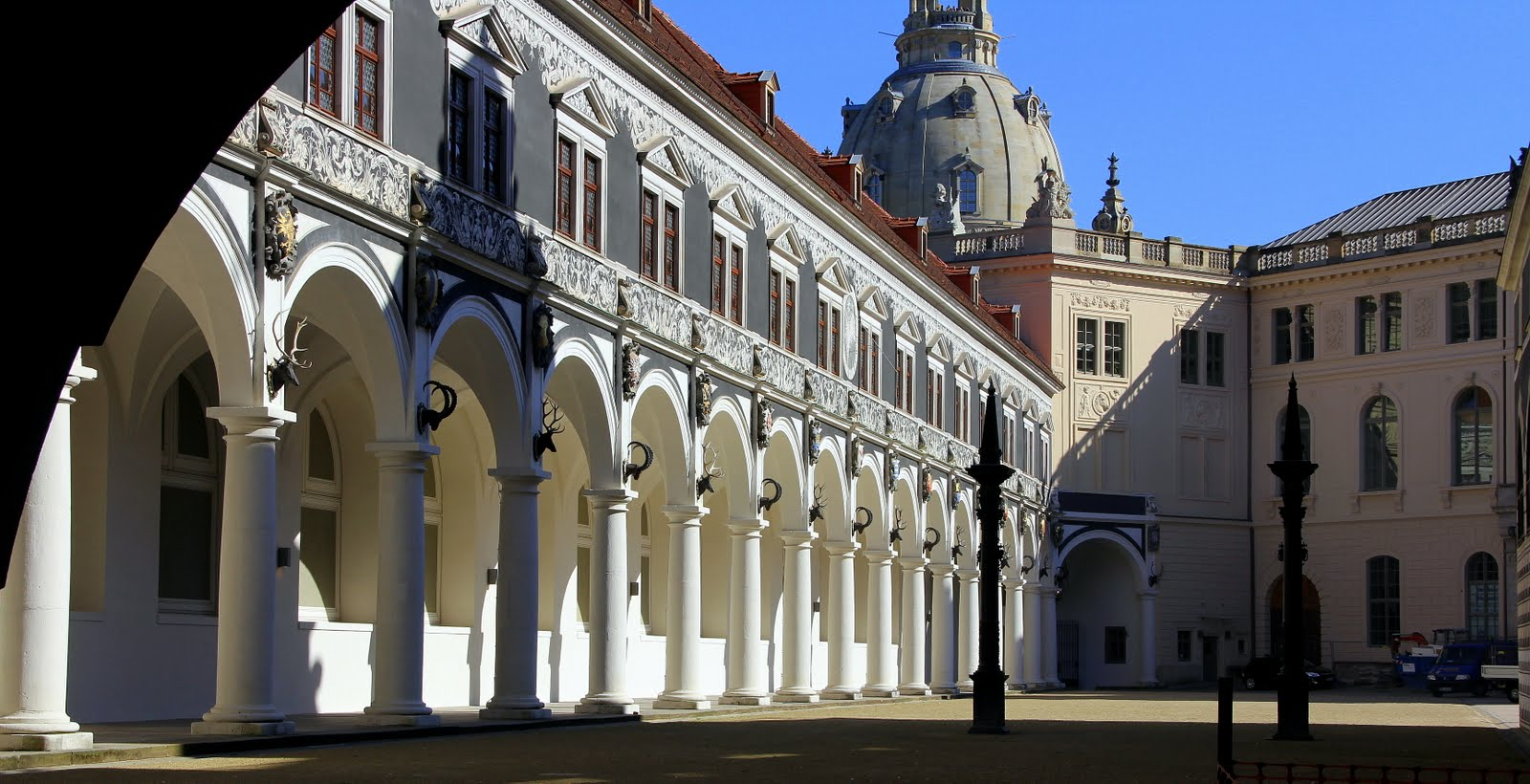
A drezdai-kastély

- Frauenkirche - A Neumarkt ékessége, a Frauenkirche egész Németország egyik legszebb és legjelentősebb evangélikus temploma volt. G. Bähr építész tervei alapján 1726 és 1743 között épült, bár már 1734-ben felszentelték. A templom tetőtől alapig kőből épült fel, 96 m magas kupolája pedig „kőharang” néven vált ismertté, és hamar Drezda egyik jelképévé vált. 1945. február 13-án a templom teljesen kiégett, majd 2 nappal később kupolája is bedőlt, majd leomlott. A templomot évtizedekig nem építették újjá, a romjait háborús mementóként a téren hagyták. 1990 után a templomot újjáépítették.  Felszentelése 2005. október 30-án történt. Az újjáépült Frauenkirche nemcsak vallási, hanem kulturális célokat is szolgál, gyakran rendeznek benne koncerteket. A templom nemcsak Drezda, hanem az újraegyesített Németország szimbóluma is, jelképezi a békét és a kiengesztelést.

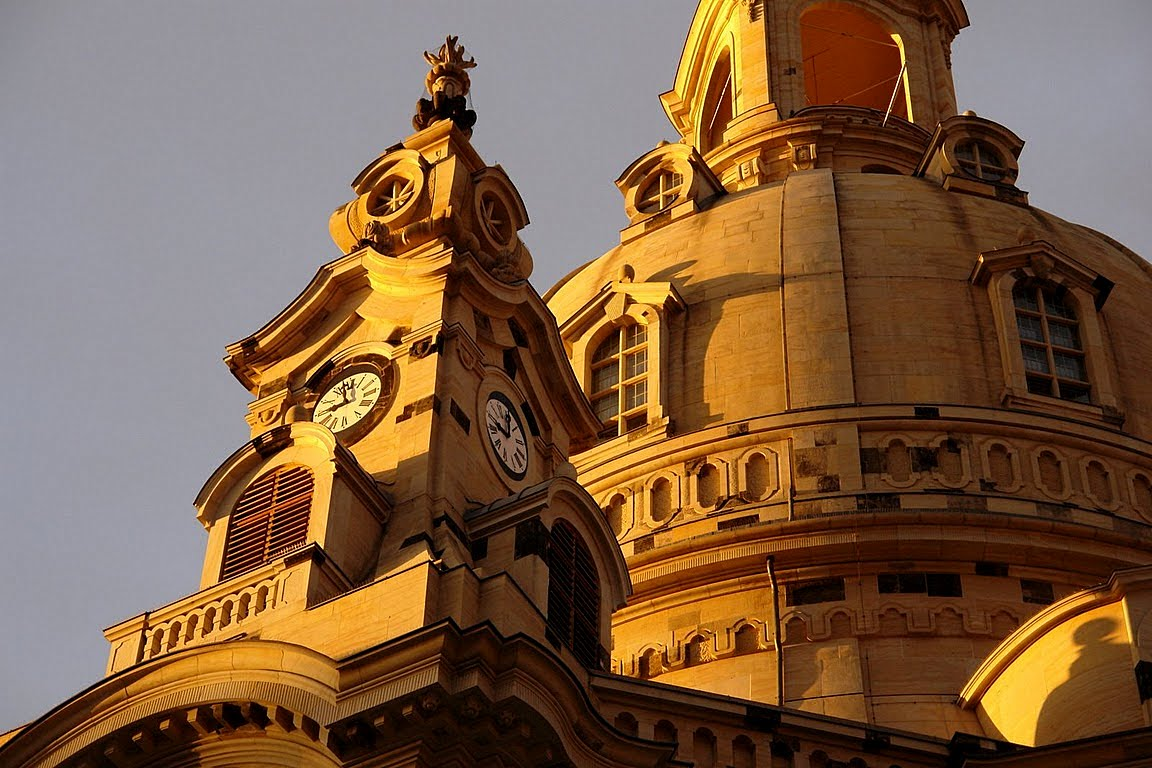
A Frauenkirche

- Hofkirche - A Hofkirche, a katolikus székesegyház a Zwinger és a Frauenkirche mellett Drezda egyik legjelentősebb barokk alkotása. Gaetano Chiaveri építette 1739–1754 között. Kissé meglepően hat a környező épületekhez viszonyított ferde elhelyezkedése. A Hofkirche háromhajós templom négy sarokkápolnával. A főoltár és az orgona közötti páholyok, s később a kastélyhoz vezető folyosó is a katolikus fejedelmi család és az udvari nemesek számára volt fenntartva. A templom legszebb díszei közé tartoznak Mattielli 3,5 méter magas homokkő szobrai, melyekből összesen 78 darab van. A Hofkirche belső tere a barokk katolikus templomokhoz képest jóval egyszerűbb. Az oltár, a szószék és az orgona fontos műkincsek. A templom 1945-ben kiégett, és több találat is érte, de hamar helyreállították.

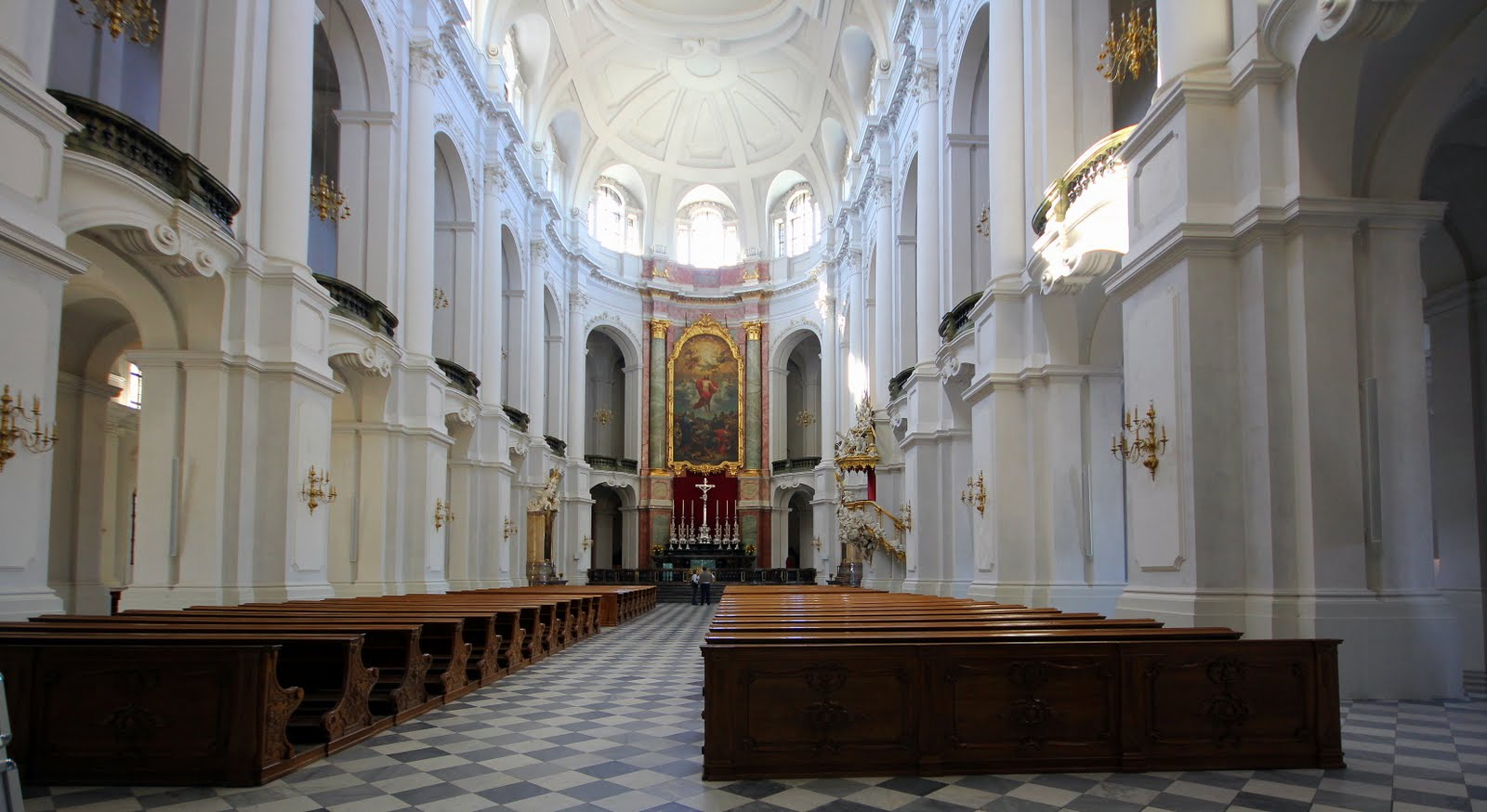
A Hofkirche

- Mária-híd - A Mária-híd (németül Marienbrücke) az Elba felett ível át 434 méter hosszan Wilsdruffer Vorstadt és a Belső Újváros között. A kőíves híd 1852-ben épült, és Drezda legrégebbi hídja. A bajor Mária Annáról, II. Friedrich August szász király feleségéről nevezték el. Kezdetben kombinált közúti- és vasúti híd volt az 1730-as évekbeli régi Augustus-híd után. 1901-ben egy különálló, párhuzamos, négy vágányú hídszerkezetet állítottak üzembe a vasúti forgalom számára északra. Az 1852-ből származó régi hidat csak villamos- és közúti közlekedésre használják. A 2000-es években a vasúti felüljáró acél íveit egy új, feszített 490 m hosszú beton híd váltotta fel öt vágányra.

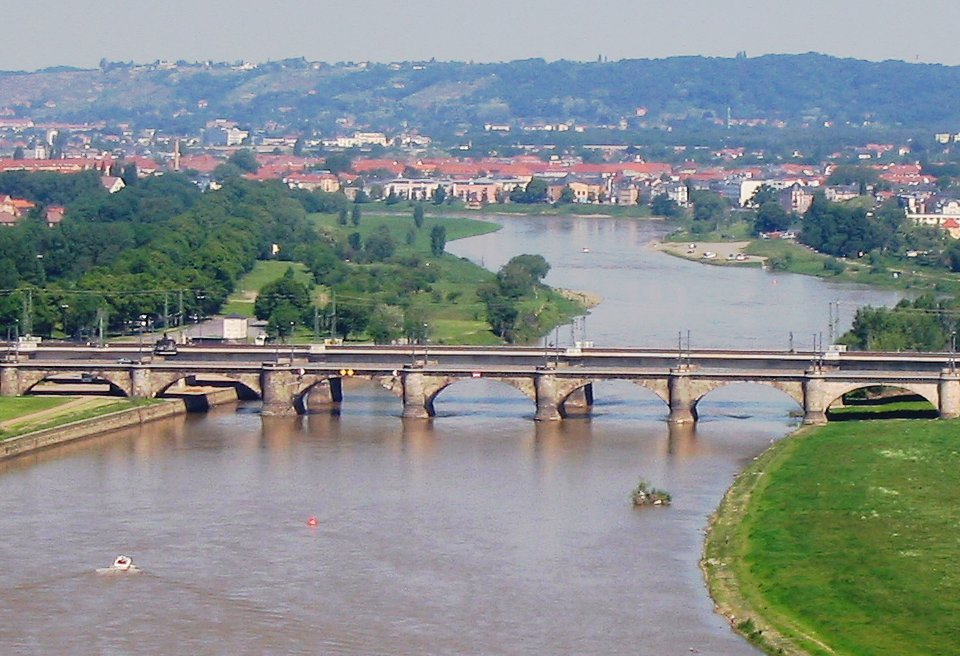
A Mária-híd

- Új-városháza - Az új városháza 1906 és 1912 között épült Roth és Bräter tervei alapján. 1945-ben kiégett, helyreállítása 15 évet vett igénybe. A városháza 100 m magas tornya a legmagasabb Drezdában. Tetején a Goldener Mann néven ismert, aranyozott rézből készült 5 m-es szobor áll, mely Guhr alkotása. Az épület kapuja előtt Wrba bronz oroszlánjai állnak őrt.

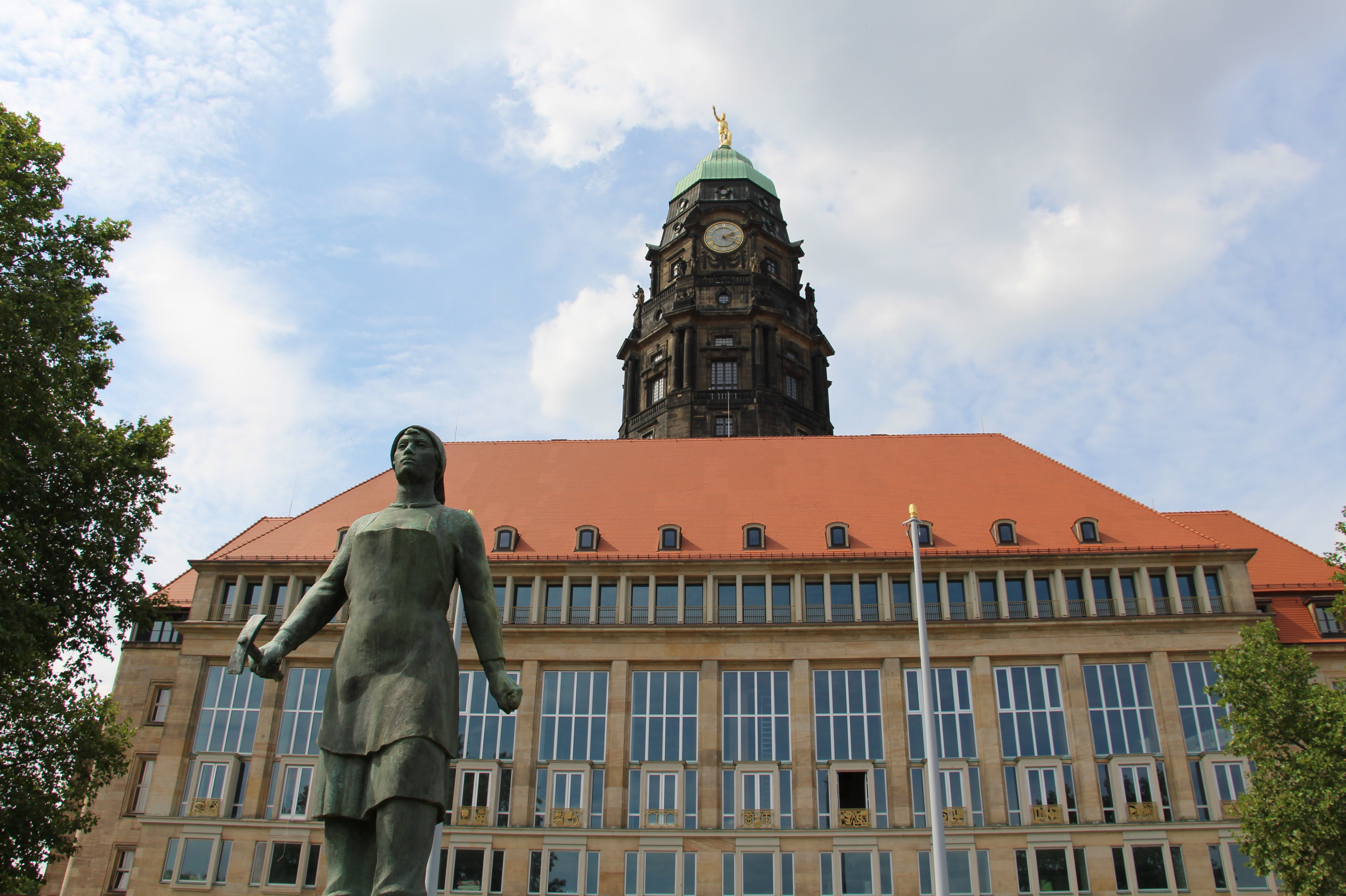
Az új városháza

- TV-torony - A drezdai TV-torony a közeli Wachwitz faluban található. A német telekommunikáció 1991-es felújításáig és a HO éttermet működtető NDK állami tulajdonú társaság bezárásáig a turisták két lifttel elérhette a tornyot. A nyilvános területen belül egy kétszintes étterem volt, amely 132 férőhellyel rendelkezik 145 méter magasságban, és amely felett megfigyelő platform volt. Évente körülbelül 200 000 látogató élvezte az Elba völgyére és Drezdára nyíló kilátást, amíg a megfigyelőnyílásokat le nem zárták a tornyon.

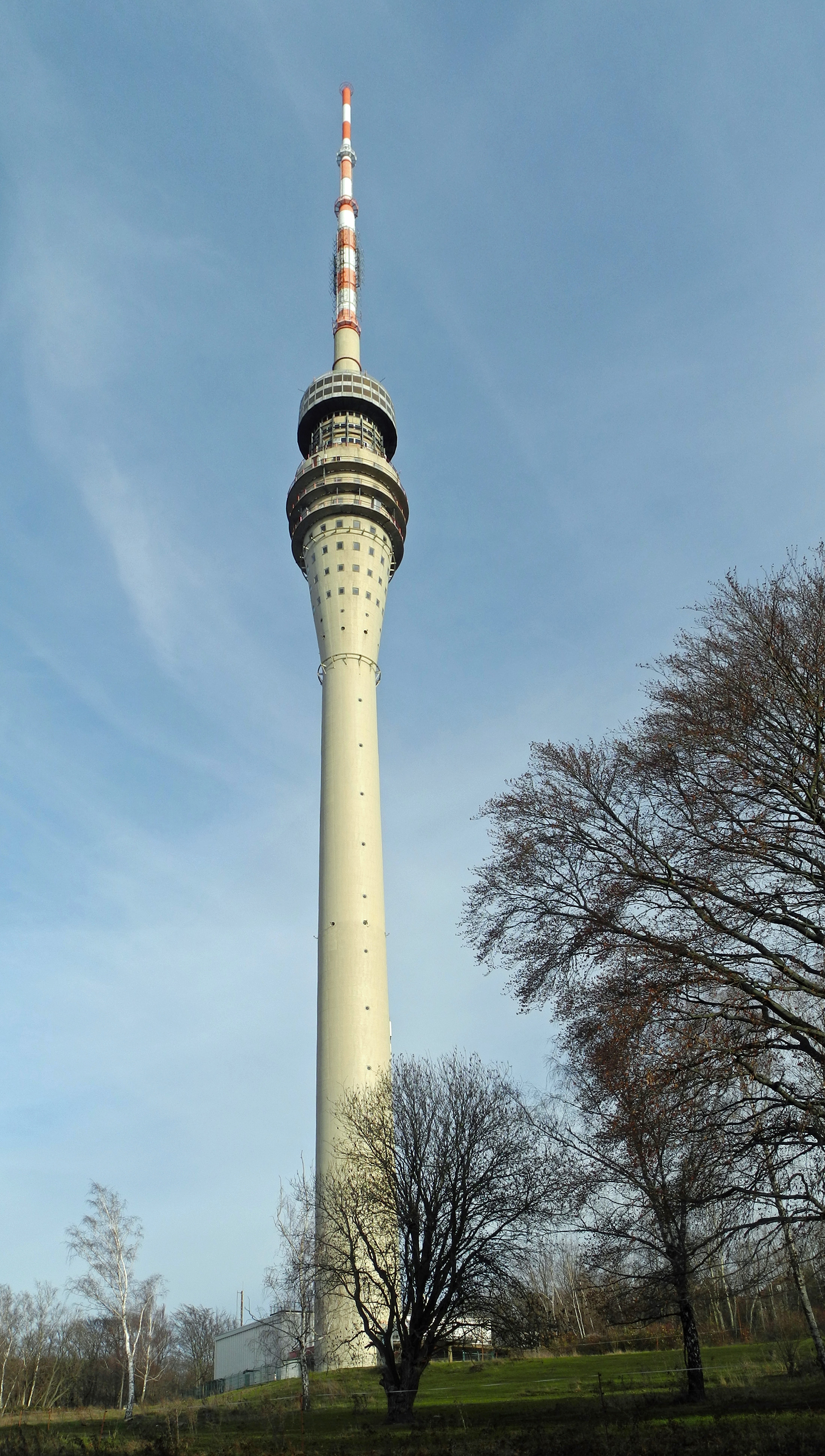
TV-torony

- Semper Operaház Gottfried Semper tervei szerint fia, Manfred irányítása alatt építették 1871 és 1878 között. Az eredeti szerényebb operaház már 1841-ben elkészült, de 1869-ben leégett. A főbejárat fölött áll J. Schilling bronzcsoportja: négyesfogat Dionüszosszal és Ariadnéval. A falmélyedésekben Shakespeare, Szophoklész, Molière és Euripidész, a bejárat előtt pedig Goethe és Schiller szobra áll. Az épület 1945-ben kiégett, és részben beomlott. A főhomlokzatot hamar helyreállították, de az egész épület csak a bombázás után 40 évvel, 1985. február 13-ra készült el teljesen. A műsor Weber: A bűvös vadász című operájával folytatódott, azzal, amit a bombatámadás előtt utoljára játszottak az operában 1945-ben.

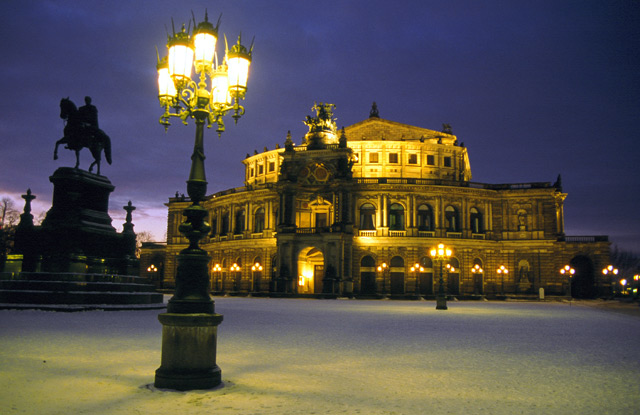
Semper Operaház

- Zwinger A Zwinger a drezdai barokk építészet csúcspontja, lendületes formájú, szobrokkal díszített pavilonok, galériák övezik. Erős Ágost fejedelem azért építtette, mert a narancsfái számára védett helyet akart biztosítani (ez akkoriban világszerte divatban volt). M. D. Pöppelmann tervei alapján 1711-től 1722-ig folyt az építkezés. A szobrokat P. Permoser és tanítványai alkották. A Zwinger legszebb részei a Wallpavilon, a Nymphenpad, a Kronentor és a Stadtpavilon. 1847 és 1855 között épült fel a keleti szárny, ezenkívül az egész épületegyüttest többször is restaurálták. 1728 óta a Zwinger a fejedelmi műgyűjteménynek ad otthont. Ezenkívül itt található a porcelánmúzeum, az óngyűjtemény, a Matematikai-Fizikai Szalon, az Állattani Múzeum és a Történeti Múzeum. Valamennyi kiállítás világhírű. 1945-ben az épület nagy része teljesen elpusztult. A kiállítási tárgyakat már korábban elvitték, így azok megmenekültek a pusztulástól. A sok szállítás miatt azonban károsodtak, ezért a háború után restaurálni kellett őket. Hamar megkezdődött a Zwinger újjáépítése H. Ermisch irányítása alatt. 1960-ra a Zwinger teljesen elkészült, a kiállítási tárgyak pedig visszakerültek eredeti helyükre.

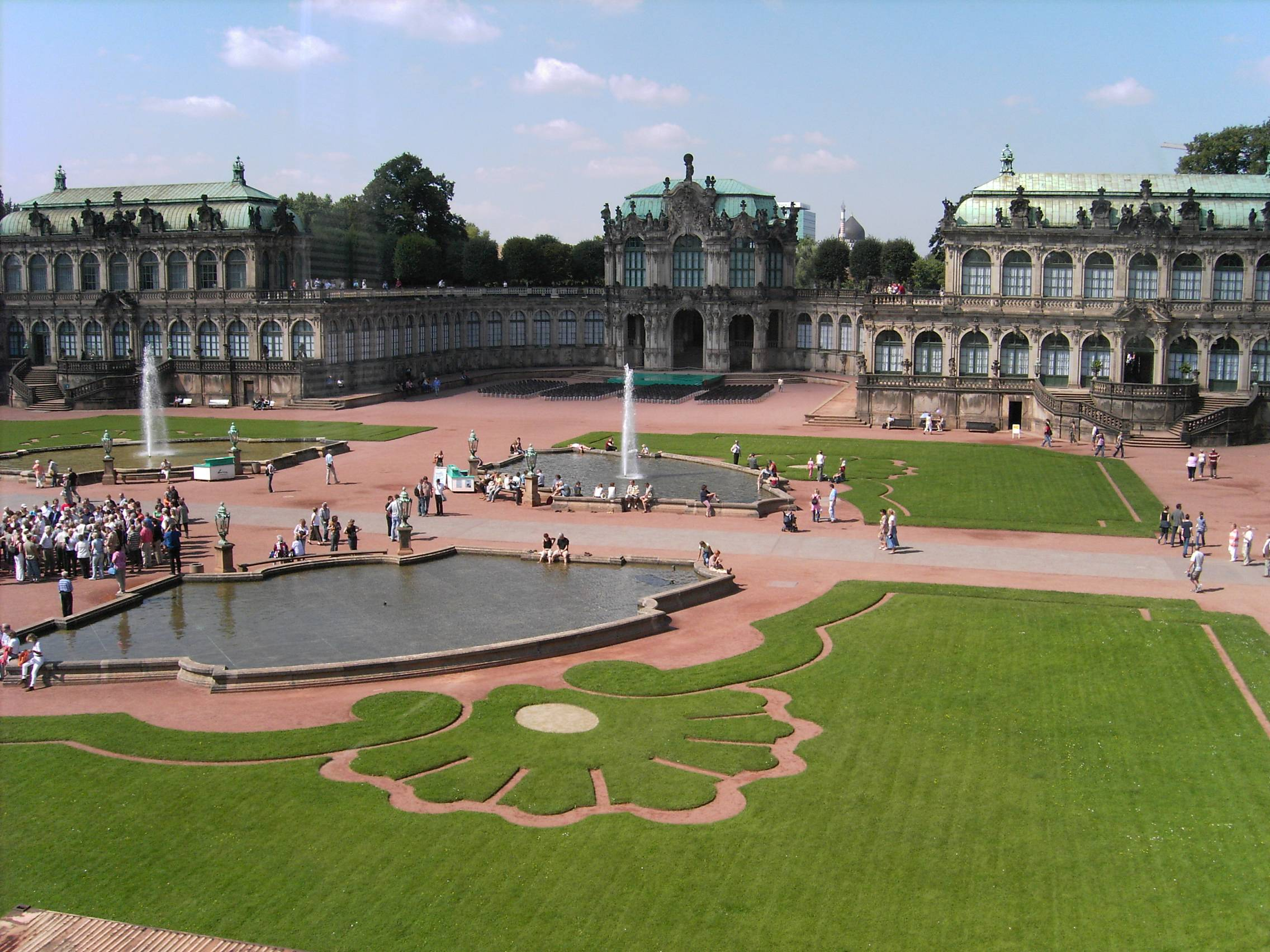
Zwinger

- Neumarkt A Neumarkt volt a régi Drezda egyik központja. Az egykori homlokzatokból és a szűk utcákból, amelyek a teret közrefogták, semmi sem maradt fenn. 2013-ra a környező utcákkal együtt újjáépítették. A téren 3 jelentős épület áll: a Johanneum, a Frauenkirche és a Képzőművészeti Főiskola.
- Képzőművészeti Főiskola A Főiskola nagy, kupolás épülete 1886 és 1893 között épült az úgynevezett „újfrancia” stílusban. Díszítéseivel tökéletesen illeszkedik a barokk környezetbe. Az épület szoboralakzatai Schilling, Epler és Bäumer művei. 1945-ben az épület kiégett, azóta teljesen felújították.
- Altmark Az Altmarkt volt a régi Drezda másik jelentős központja. Eredeti formájában Canaletto festményéről ismerhetjük meg. A festő eredeti neve Bernardo Bellotto, aki vedutafestő volt. A régi Altmarktot jellegzetes homlokzatú házak és szűk utcák övezték. A háború után jelentősen megnagyobbították, és új, modernebb épületekkel vették körül.
- Kreuzkirche A Kreuzkirche a régi Drezda egyik jellegzetes épülete. A templom az idők során ötször pusztult el, és ötször épült újjá. Mai formájában Schmid és Exner tervei szerint látható. A templom 1945-ben kiégett, 1955-re helyreállították, belső kiképzése egyszerűbb lett, elhagyták a barokk díszítőelemeket.

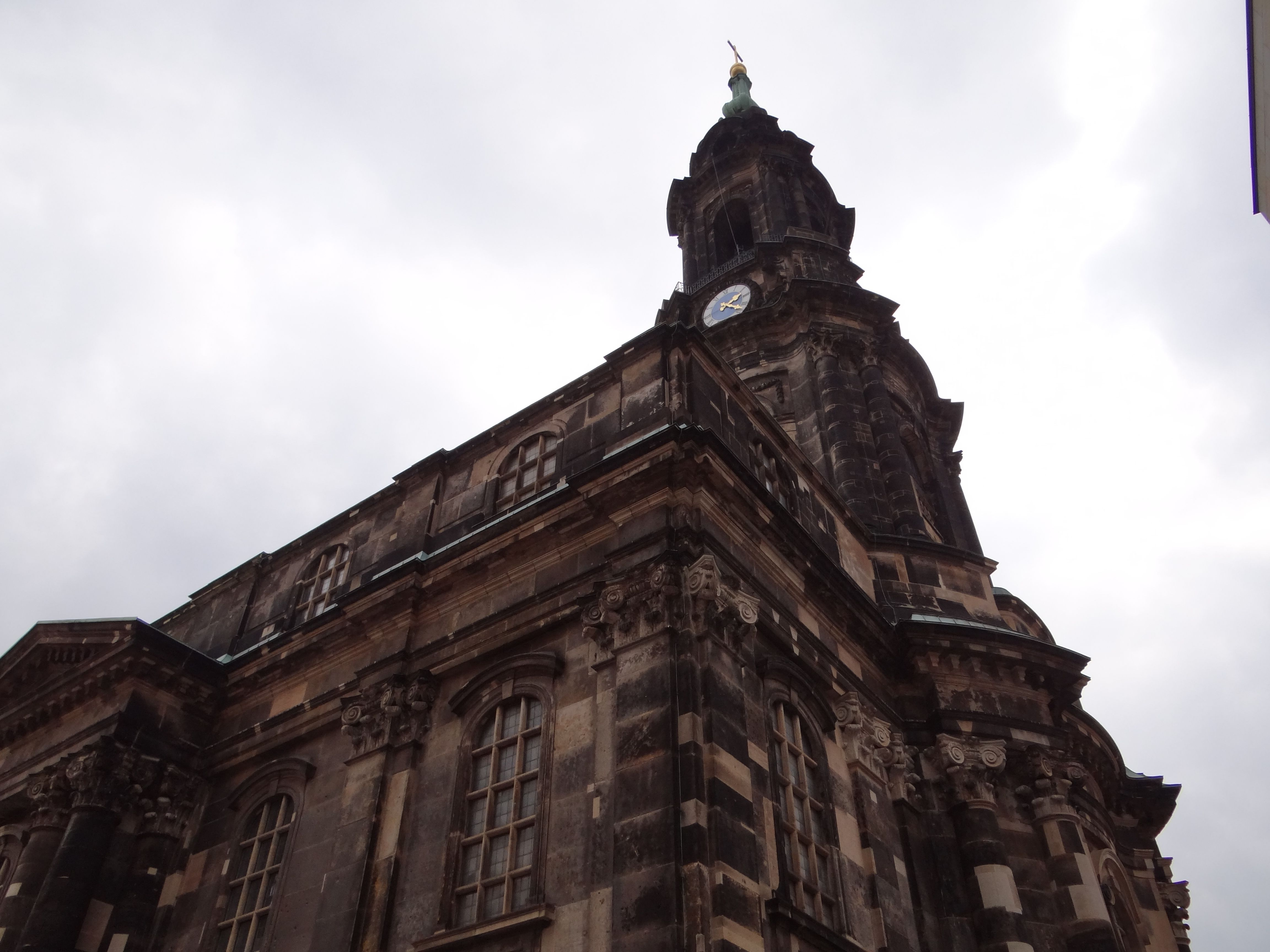
A Kreuzkirche

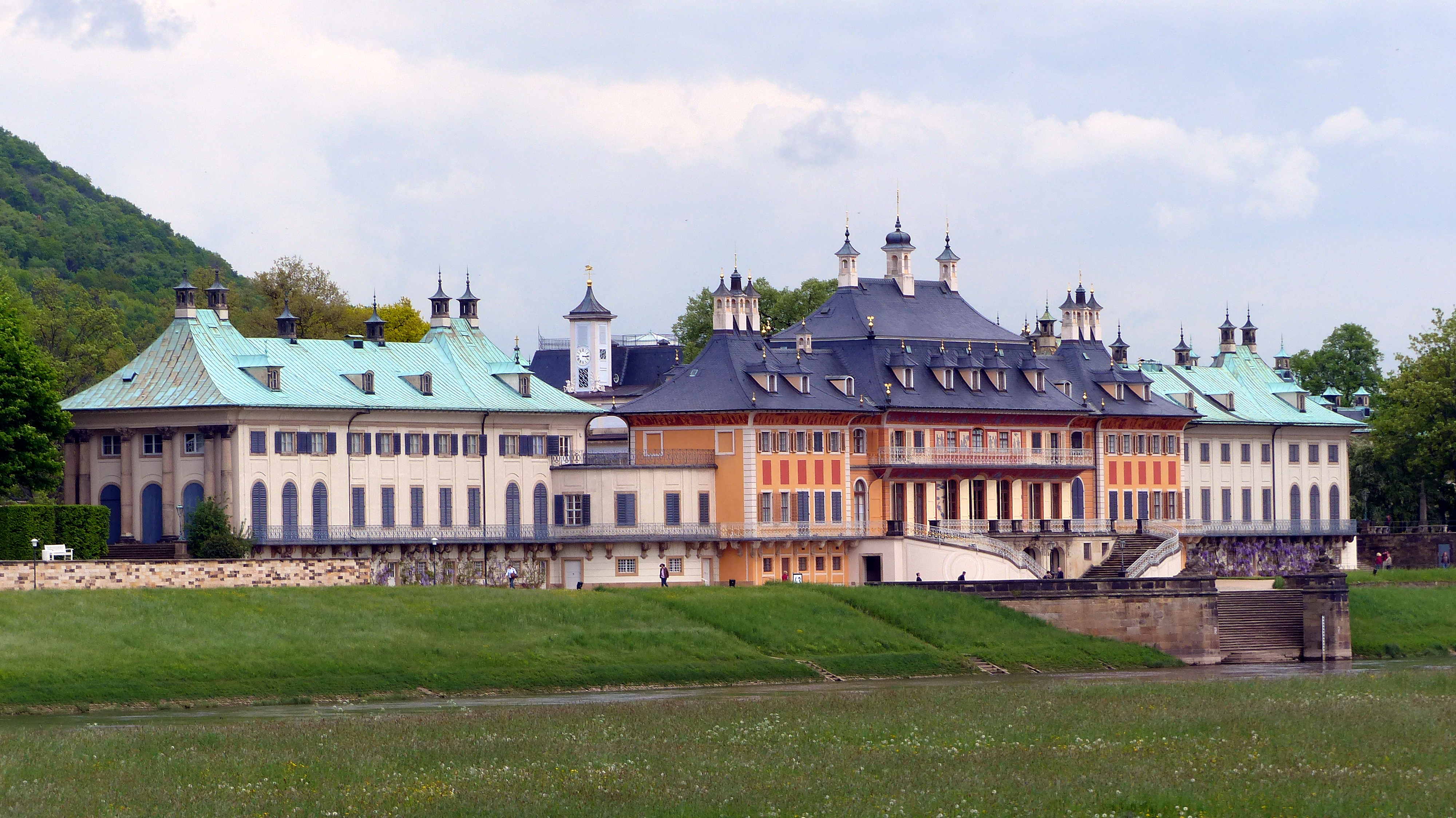
A Pillnitz-kastély

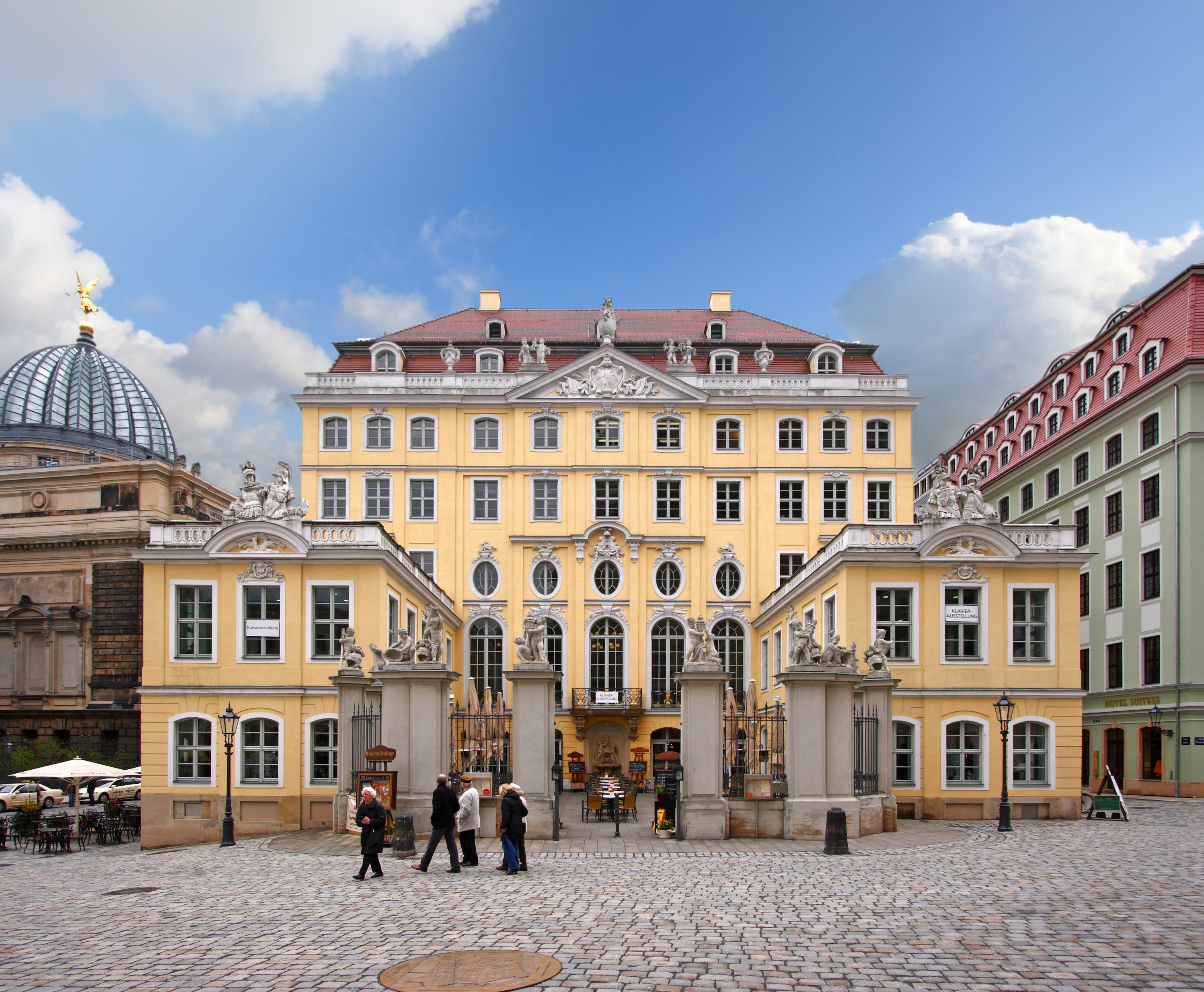
A Cosel-palota

- „A Zöld Boltozat”, németül Grünes Gewölbe, ahol a szász koronázási ékszereket bemutatják
- Régi és új mesterek galériája
- Széles folyó legelője
- Brühl terasza, becézik Európa erkélyének is. Egy terasz, mely az Elbára néz.
- A világ legnagyobb és legrégibb lapátkerekes gőzhajóflottája
- A Fürstenzug: A Hosszú Galéria külső falát W. Walter 1870-től 1876-ig tartó munkával a fejedelmi menet néven ismertté vált sgraffito-ábrázolással díszítette. A hatalmas mű a Wettini-házhoz tartozó szász választófejedelmeket ábrázolja. A lovas felvonulást követő gyalogosok soraiban felismerhető a kor több festő- és szobrászművésze. A régi falfestményt 1907-ben meisseni porceláncsempékkel mozaikszerűen kirakták, a közelmúltban pedig restaurálták.
- Nagy várak és kastélyok: Königstein-erőd (Festung Königstein), Moritzburgi vadászkastély, Pillnitz kastély, Eckberg kastély, Albrechtsberg, Meißen (kastélyok)
- villanegyedek: Blasewitz, Klotzsche, Preussiches Viertel, Wachwitz, Kleinzschachwitz, Weisser Hirsch, Südvorstadt, Wiener Viertel, Strehlen, Waldschlösschenviertel, Grosser Garten, Laubegast, Bühlaupark, Bürgerwiese, Striesen, Plauen, Bühlau, Hellerau, Johannstadt, Tolkewitz, Neugruna, Pillnitz és Radebeul.
- Európa legnagyobb dixieland fesztiválja
- Striezelmarkt: a legrégibb német karácsonyi vásár, csak karácsony környékén, Christstollent, karácsonyi piramist árulnak.
- Sok műszaki és művészeti múzeum. Sok kollekció világrekord méretű, például itt található a világ legnagyobb porcelángyűjteménye.
- A német hadtörténeti múzeum itt található, tárlatai a kőkorszakig nyúlnak vissza.
- Karl May Múzeum a Radebeul nevű városrészben, az író egykori otthonában
- Kék Csoda: történelmi híd, mely a 19. század építészeti csodája volt
- drezdai függővasút: olyan függővasút, mint a wuppertali függővasút
- drezdai fogaskerekű
- Wachwitz drezdai tévétorony:
- Drezdai gyermekvasút: A Großen Garten-ben közlekedő kisvasút, melyet iskolás gyermekek irányítanak.

A közelben, magasabban helyezkednek el Bannewitz és Rundteil falvak, az Erzgebirge hegység lábánál. Északkeleten található a Bühlau negyed, keleten pedig a Kleinzschachwitz, egy újabb villanegyed. Keletebbre található a Szász Svájc, egy elsődleges hegymászó célállomás. Meißen Drezdától nyugatra található, leghíresebb találmánya az európai porcelán (Meißeni porcelán).

## Közlekedés

### Közúti közlekedés
Drezda területén három autópálya (németül: Bundesautobahn) és egy főút találkozik egymással:
- Az A4-es autópálya Drezda mellett halad. Nyugati irányban az út Erfurttól és Kasseltől délre halad Németország nyugati határáig (kisebb megszakítással). Kelet felé az autópálya elvezet a lengyel határig, ami után a lengyel A4-es autópályaként fut tovább.
- Drezdától északra az A13-as autópálya ágazik el az A4-től, ami Berlin, Németország szövetségi fővárosa felé halad.
- Az A17-es autópálya leágazik Drezdától délre a cseh határ felé, ahol D8 néven halad tovább Prágáig.
- Egy kisebb út, a 6-os út nyugatra halad Drezdától, Lipcsén keresztül.

Az A4-es és A17-es autópályák mindegyikének van bekötőútja Drezdába. A mellékútnak is van egy másik bejárata a két autópálya-bejárat között, maga is csatlakozik az A4-eshez.

### Légi közlekedés
A Drezdai repülőtér a városközponttól mintegy 9 km-re északra található. A repülőtérről hat országba és 10 városba indulnak közvetlen járatok:
- Amszterdam
- Düsseldorf
- Frankfurt am Main
- Köln-Bonn
- London
- Moszkva
- München
- Palma de Mallorca
- Stuttgart
- Zürich

## Testvértelepülések
- Salzburg (1991)
- Strasbourg (1990)
- Coventry (1959)
- Szentpétervár (1961)
- Wrocław (1963)
- Szkopje (1967)
- Ostrava (1971)
- Brazzaville (1975)
- Firenze (1978)
- Hamburg (1987)
- Rotterdam (1988)
- Columbus (1992)
- Hangcsou (2009)
- Szilisztra